# Liste de festivals de musique en France
Cet article recense les festivals de musique en activité par régions en France.

## Par région

### Auvergne-Rhône-Alpes

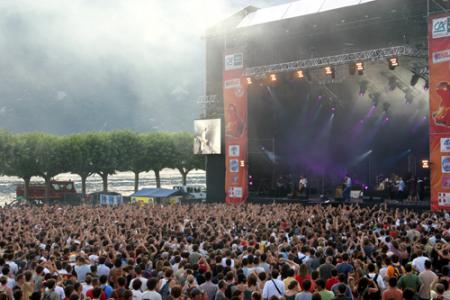
Le festival rock Musilac à Aix-les-Bains.

| Département  | Ville                         | Nom                                                                      | Création              | Période            | Genre                        |
| ------------ | ----------------------------- | ------------------------------------------------------------------------ | --------------------- | ------------------ | ---------------------------- |
| Ain          | Ambronay                      | Festival d'Ambronay                                                      | 1980                  | Septembre-octobre  | Musiques anciennes           |
| Ain          | Attignat                      | Good Rockin' Tonight,                                                    | 18e édition en 2022   | Avril              | Rock n'roll                  |
| Ain          | Miribel                       | Swing sous les étoiles                                                   | 2002                  | Juillet            | Jazz                         |
| Ain          | Saint-Maurice-de-Gourdans     | Sylak Open Air                                                           | 2011                  | Août               | Rock, metal                  |
| Ain          | Thoissey                      | Les Fanfarons                                                            | 2004                  | Août               | Fanfares                     |
| Allier       | Bourbon-l'Archambault         | Go Ba's,                                                                 | 2015                  | Août               | Généraliste                  |
| Allier       | Souvigny                      | Journées musicales d'automne de Souvigny                                 | 2001                  | Septembre-octobre  | Musique baroque et classique |
| Allier       | Vieure                        | Hadra Trance Festival                                                    | 2005                  | Août               | Trance psychédélique         |
| Ardèche      | Labeaume                      | Labeaume en musique,                                                     | 1997                  | Juin               | Musique classique            |
| Ardèche      | Lalouvesc                     | Promenades musicales                                                     |                       | Août               | Musique classique, jazz      |
| Ardèche      | La Voulte-sur-Rhône           | Festival des kiosques à musique,                                         | 34e édition en 2022   | Juillet            | Généraliste                  |
| Ardèche      | Ruoms                         | Ardèche Aluna Festival                                                   | 2008                  | Juin               | Généraliste                  |
| Ardèche      | Saint-Michel-de-Chabrillanoux | Festival de la Chabriole                                                 |                       | Juillet            |                              |
| Ardèche      | Saint-Péray                   | Crussol Festival                                                         | 2017                  | Juillet            | Généraliste                  |
| Ardèche      | Vallées-d'Antraigues-Asperjoc | Festival Jean Ferrat,                                                    | 2011                  | Juillet            | Chanson française            |
| Cantal       | Laroquebrou                   | Festival de Boogie-Woogie de Laroquebrou,                                | 1998                  | Août               | Boogie-Woogie                |
| Cantal       | Menet                         | Nuits musicales                                                          | 39e édition en 2022   | Juillet-août       | Musique classique            |
| Cantal       | Saint-Flour                   | Festival des Hautes-Terres,                                              | 21e édition en 2022   | Juillet            | Musique traditionnelle       |
| Drôme        | Anneyron                      | ERVA Festival                                                            | 2015                  | Juillet            | Reggae                       |
| Drôme        | Crest                         | Crest Jazz Vocal                                                         | 1976                  | Août               | Jazz                         |
| Drôme        | Crest                         | Festival de musique sacrée                                               | 32e édition en 2022   | Août               | Musique sacrée               |
| Drôme        | Crest                         | Futura, festival international d'art acousmatique et des arts de support | 1994                  | Août               | Musique acousmatique         |
| Drôme        | Marsanne                      | Ze Fiestival,                                                            | 2012                  | Septembre          | Généraliste                  |
| Drôme        | Montélimar                    | Montélimar Agglo Festival,                                               |                       | Juillet            | Généraliste                  |
| Drôme        | Nyons                         | Nyons Festiv'été,                                                        | 2008                  | Juillet-Août       | Généraliste                  |
| Drôme        | Saint-Donat                   | Festival international Jean-Sébastien Bach                               | 1962                  | Juillet            | Musique classique            |
| Drôme        | Saint-Paul-Trois-Châteaux     | Saint-Paul Soul Funk,                                                    | 2006                  | Juillet            | Soul, funk                   |
| Drôme        | Saint-Rambert-d'Albon         | Rockin' Gône Party,                                                      | 17e édition en 2022   | Novembre           | Rock'n'roll                  |
| Drôme        | Saou                          | Saoû chante Mozart                                                       | 1989                  | Juillet            | Musique classique            |
| Drôme        | Valence                       | Festival sur le Champ !                                                  | 2015                  | Juillet            | Généraliste                  |
| Isère        | Autrans-Méaudre en Vercors    | Vercors Music Festival,                                                  | 2015                  | Juillet            | Généraliste                  |
| Isère        | Bourgoin-Jallieu              | Les Belles Journées,                                                     | 2015                  | Septembre          | Chanson française, rock      |
| Isère        | Chirens                       | Festival du Prieuré de Chirens                                           | 1964                  | Juin-Juillet       | Musique classique            |
| Isère        | Corps                         | Nuits musicales,                                                         | 1989                  | Août               | Musique classique            |
| Isère        | Fontaine                      | Fête du travailleur alpin                                                | 1929                  | Juin               | Généraliste                  |
| Isère        | Grenoble                      | Cabaret frappé                                                           | 1999                  | Juillet            | Musique électronique, pop    |
| Isère        | Grenoble                      | Festival Magic Bus,                                                      | 1999                  | Mai                | Généraliste                  |
| Isère        | Grenoble                      | Holocène Festival                                                        | 2017                  | Mars               | Rap, musique électronique    |
| Isère        | La Côte-Saint-André           | Festival Berlioz                                                         | 1994                  | Août               | Musique classique            |
| Isère        | Saint-Martin-d'Uriage         | Uriage en Voix,                                                          |                       | Août               |                              |
| Isère        | Vienne                        | Jazz à Vienne                                                            | 1981                  | Juillet            | Jazz                         |
| Isère        | Vienne                        | Les Authentiks                                                           | 2002                  | Juillet            |                              |
| Isère        | Voiron                        | Voiron Jazz Festival,                                                    | 12e édition en 2023   | Mars               | Jazz                         |
| Loire        | Saint-Chamond                 | La Rue des Artistes                                                      | 1998                  | Juin               | Généraliste                  |
| Loire        | Saint-Étienne                 | Festival des légendes (ex-Les Roches Celtiques)                          |                       | Juillet            | Musique celtique             |
| Loire        | Saint-Étienne                 | Festival Paroles et Musiques                                             | 1992                  | Mai                | Chanson française            |
| Loire        | Saint-Étienne                 | Positive Education,                                                      | 2016                  | Novembre           | Musique électronique         |
| Loire        | Trelins                       | Foreztival                                                               | 2005                  | Août               | Musiques actuelles           |
| Loire        | Montbrison                    | Poly'Sons (théâtre des Pénitents)                                        | 2003                  | Février            | Chanson française            |
| Haute-Loire  | Blesle                        | Les Apéros Musique,                                                      | 2002                  | Août               | Généraliste                  |
| Haute-Loire  | Craponne-sur-Arzon            | Festival country de Craponne                                             | 1988                  | Juillet            | Country                      |
| Haute-Loire  | La Chaise-Dieu                | Festival international de musique de la Chaise-Dieu                      | 1966                  | Août               | Musique classique            |
| Haute-Loire  | Le Monastier-sur-Gazeille     | Festival du Monastier,                                                   | 1989                  | Août               | Cuivres ; généraliste        |
| Haute-Loire  | Le Puy-en-Velay               | Les Nuits de Saint-Jacques,                                              | 2015                  | Juillet            | Chanson française            |
| Haute-Loire  | Sainte-Sigolène               | Les Brumes,                                                              | 2013                  | Juillet            | Chanson française            |
| Haute-Loire  | Saugues                       | Festival en Gévaudan                                                     | 2007                  | Août               | Musique celtique             |
| Puy-de-Dôme  | Ambert                        | World Festival Ambert                                                    | 1989                  | Juillet            | Monde et généraliste         |
| Puy-de-Dôme  | Brassac-les-Mines             | Arverne Reggae Festival,                                                 | 2016                  | Mai                | Reggae                       |
| Puy-de-Dôme  | Chamalières                   | Volcadiva,                                                               | 1998                  | Juillet            | Musique lyrique              |
| Puy-de-Dôme  | Clermont-Ferrand              | Europavox                                                                | 2006                  | Juillet            | Généraliste                  |
| Puy-de-Dôme  | Clermont-Ferrand              | Festival des musiques démesurées                                         | 1999                  | Mai                | Musique contemporaine        |
| Puy-de-Dôme  | Clermont-Ferrand              | Jazz en tête                                                             | 1988                  | Octobre            | Jazz                         |
| Puy-de-Dôme  | Mont-Dore                     | Rétro Rockin' Festival,                                                  | 2012                  | Juillet            | Rock                         |
| Puy-de-Dôme  | Mont-Dore                     | Volcanic Blues Festival                                                  | 13e édition en 2019   | Octobre            | Blues                        |
| Puy-de-Dôme  | Riom                          | Piano à Riom,                                                            | 1987                  | Juin               | Musique classique, jazz      |
| Puy-de-Dôme  | Thiers                        | Pamparina                                                                | 1998                  | Juillet            | Généraliste                  |
| Rhône        | Belleville-en-Beaujolais      | Festival Dezing,                                                         | 2015                  | Août               | Généraliste                  |
| Rhône        | Dardilly                      | Les nuits givrées,                                                       | 10 ans en 2023        | Janvier            | Chanson française            |
| Rhône        | Lyon                          | Nuits sonores                                                            | 2003                  | Mai                | Musique électronique         |
| Rhône        | Lyon                          | Woodstower                                                               | 1997                  | Août               | Musique électronique, rap    |
| Rhône        | Vaulx-en-Velin                | Évasion festival,                                                        | 2016                  | Juin               | Musique électronique         |
| Rhône        | Vénissieux                    | Fêtes Escales,                                                           | 27ème édition en 2025 | Juillet            | Généraliste                  |
| Rhône        | Villeurbanne                  | 24 heures de l'INSA de Lyon                                              | 1972                  | Mai                | Généraliste                  |
| Rhône        | Villeurbanne                  | Reperkusound,                                                            | 2006                  | Avril              | Musique électronique         |
| Rhône        | Villeurbanne                  | Un Doua de Jazz                                                          | 1994                  | Octobre            | Jazz                         |
| Savoie       | Aix-les-Bains                 | Musilac                                                                  | 2002                  | Juillet            | Pop, rock                    |
| Savoie       | Aix-les-Bains                 | Nuits Romantiques                                                        | 1996                  | Septembre          | Musique classique            |
| Savoie       | Albertville                   | Albertville Jazz Festival,                                               | 2015                  | Juin               | Jazz                         |
| Savoie       | Albiez-Montrond               | Festival des Celti'Cimes,                                                | 8 ans en 2017         | Juillet            | Musique celtique             |
| Savoie       | Bourg-Saint-Maurice           | Festival des Arcs                                                        | 1973                  | Juillet            | Musique classique            |
| Savoie       | Brides-les-Bains              | Ça jazz à Brides,                                                        | 2013                  | Septembre          | Jazz                         |
| Savoie       | Chambéry                      | Bel-Air Clavier Festival                                                 | 2012                  | Septembre          | Musique classique            |
| Savoie       | Chambéry                      | Nomade Reggae Festival,                                                  | 2015                  | Août               | Reggae                       |
| Savoie       | Chambéry                      | Nuits de la roulotte,                                                    | 2002                  | Mars               |                              |
| Savoie       | Les Belleville                | Festivaltho,                                                             |                       | Mars               | Musique électronique         |
| Savoie       | Montsapey                     | Les Arts jaillissants,                                                   | 1993                  | Juillet            | Musique classique            |
| Savoie       | Val-Cenis                     | Festival national d'accordéon,                                           | 20e édition en 2022   | Janvier            | Accordéon                    |
| Savoie       | Val-d'Isère                   | Classicaval                                                              | 1993                  | Janvier            | Musique classique            |
| Savoie       | Valloire                      | Valloire baroque,                                                        | 2010                  | Juillet            | Musique baroque              |
| Haute-Savoie | Annecy                        | Variations classiques,                                                   | 2017                  | Janvier            | Musique classique            |
| Haute-Savoie | Bonneville                    | Plein Feux Festival,                                                     |                       | Juillet            | Soul, Funk, Blues et Jazz    |
| Haute-Savoie | Chamonix-Mont-Blanc           | Chamonix Unlimited Festival,                                             |                       | Avril              | Musique électronique         |
| Haute-Savoie | Chamonix-Mont-Blanc           | Cosmo Jazz                                                               | 2010                  | Juillet            | Jazz                         |
| Haute-Savoie | Évian-les-Bains               | Rencontres musicales d'Évian                                             | 1976                  | Juin-juillet       | Musique classique            |
| Haute-Savoie | Habère-Poche                  | Rock'n Poche                                                             | 1992                  | Juillet            | Généraliste                  |
| Haute-Savoie | La Clusaz                     | Radiomeuh Circus Festival,                                               | 2013                  | Avril              |                              |
| Haute-Savoie | La Roche-sur-Foron            | La Roche Bluegrass Festival,                                             | 2006                  | Août               | Bluegrass                    |
| Haute-Savoie | Les Gets                      | Festival international de la musique mécanique,                          |                       | Juillet (biannuel) | Musique mécanique            |
| Haute-Savoie | Megève                        | Festival international de jazz,                                          | 2016                  | Avril              | Jazz                         |
| Haute-Savoie | Megève                        | Megève Blues Festival                                                    | 7e édition en 2022    | Août               | Blues                        |
| Haute-Savoie | Morzine                       | Snowboxx,                                                                |                       | Mars               | Musique électronique         |
| Haute-Savoie | Saint-Félix                   | Panic ! Fest                                                             | 2015                  | Juillet            | Rock, métal                  |
| Haute-Savoie | Saint-Julien-en-Genevois      | Guitare en scène                                                         | 2007                  | Juillet            | Rock                         |
| Haute-Savoie | Samoëns                       | Europa Musa                                                              | 13e édition en 2022   | Juillet            | Musique lyrique              |
| Haute-Savoie | Samoëns                       | Les Pépites,                                                             | 14e édition en 2022   | Juillet-août       |                              |
| Haute-Savoie | Scionzier                     | Musiques en Stock                                                        | 2001                  | Juillet            | Rock                         |
| Haute-Savoie | Thônes                        | Musique à Beauregard                                                     | 2017                  | Juillet            | Musique classique            |
| Haute-Savoie | Thonon-les-Bains              | Montjoux Festival                                                        | 1997                  | Juillet            | Chanson française            |

| Nom                                                  | Lieu(x)                                     | Création            | Période             | Genre                        |
| ---------------------------------------------------- | ------------------------------------------- | ------------------- | ------------------- | ---------------------------- |
| Printemps de Pérouges                                | Ain                                         | 1997                | Juin-juillet        | Généraliste                  |
| Festival baroque de Tarentaise                       | Albertville et environs                     | 31e édition en 2022 | Juillet-août        | Musique baroque              |
| Jazz dans le bocage,                                 | Allier                                      | 1998                | Mai                 | Jazz                         |
| Festival des Monts de la Madeleine                   | Allier et Loire                             | 20e édition en 2022 | Juillet-août        | Musique classique            |
| Nuits des musiques vivantes                          | Allier et Puy-de-Dôme                       | 1977                | Juillet             | Musique classique, jazz      |
| Les cordes en ballade,                               | Ardèche                                     | 1999                | Juillet             | Musique classique            |
| Hibouge (ex Les Oreilles du Renard)                  | Ardèche et Drôme                            | 2001                | Juin                |                              |
| Vochora                                              | Ardèche et Drôme                            | 1998                | Juillet             | Musique classique, jazz      |
| Musiques en Vivarais Lignon,                         | Ardèche et Haute-Loire                      | 2001                | Août                | Musique classique et baroque |
| Feufliâzhe                                           | Bogève et Onnion                            | 20 ans en 2022      | Juillet (bi-annuel) | Musique traditionnelle       |
| Hibernarock,                                         | Cantal                                      | 2006                | Février-Mars        | Généraliste                  |
| Rock the Pistes, (ex-Festival des Concerts Sauvages) | Châtel, Morzine et Suisse                   | 2011                | Mars                | Pop, rock                    |
| L’Oasis Bizz’art,                                    | Drôme                                       |                     | Juillet             | Musiques du monde            |
| Parfum de jazz,                                      | Drôme                                       | 1999                | Août                | Jazz                         |
| Festival baroque du Pays du Mont-Blanc               | Haute-Savoie                                | 1998                | Juillet             | Musique baroque              |
| Musique et Nature en Bauges,                         | Haute-Savoie et Savoie                      | 24e édition en 2022 | Juillet-août        | Musique classique            |
| Grésiblues,                                          | Isère                                       | 1999                | Juillet             | Blues                        |
| Les Détours de Babel,                                | Isère                                       | 2010                | Mars-avril          | Musiques du monde            |
| Les Oreilles en Pointe,                              | Loire                                       | 1991                | Novembre            | Chanson française            |
| Rhino Jazz(s) Festival,                              | Loire et Rhône                              | 1979                | Octobre             | Jazz                         |
| Sancy Snow Jazz,                                     | Mont-Dore et environs                       | 1990                | Mars                | Jazz                         |
| Festival Bach en Combrailles                         | Puy-de-Dôme                                 | 1999                | Août                | Musique classique            |
| Printemps musical en Pays roannais,                  | Renaison et Saint-André-d'Apchon            | 1989                | Juin                |                              |
| Rencontres Marc Robine                               | Riom et environs                            | 2005                | Juillet             | Chanson française            |
| Musicales en Tricastin,                              | Saint-Paul-Trois-Châteaux et Suze-la-Rousse | 21e édition en 2022 | Juillet             | Musique classique            |
| Fêtes musicales de Savoie,                           | Savoie                                      | 1990                | Juin-août           | Musique classique            |
| Concerts de Vollore                                  | Thiers et environs                          | 1978                | Juillet             | Musique classique, jazz      |
| Nouvelles voix en Beaujolais,                        | Villefranche-sur-Saône et environs          | 2005                | Octobre             | Généraliste                  |

### Bourgogne-Franche-Comté

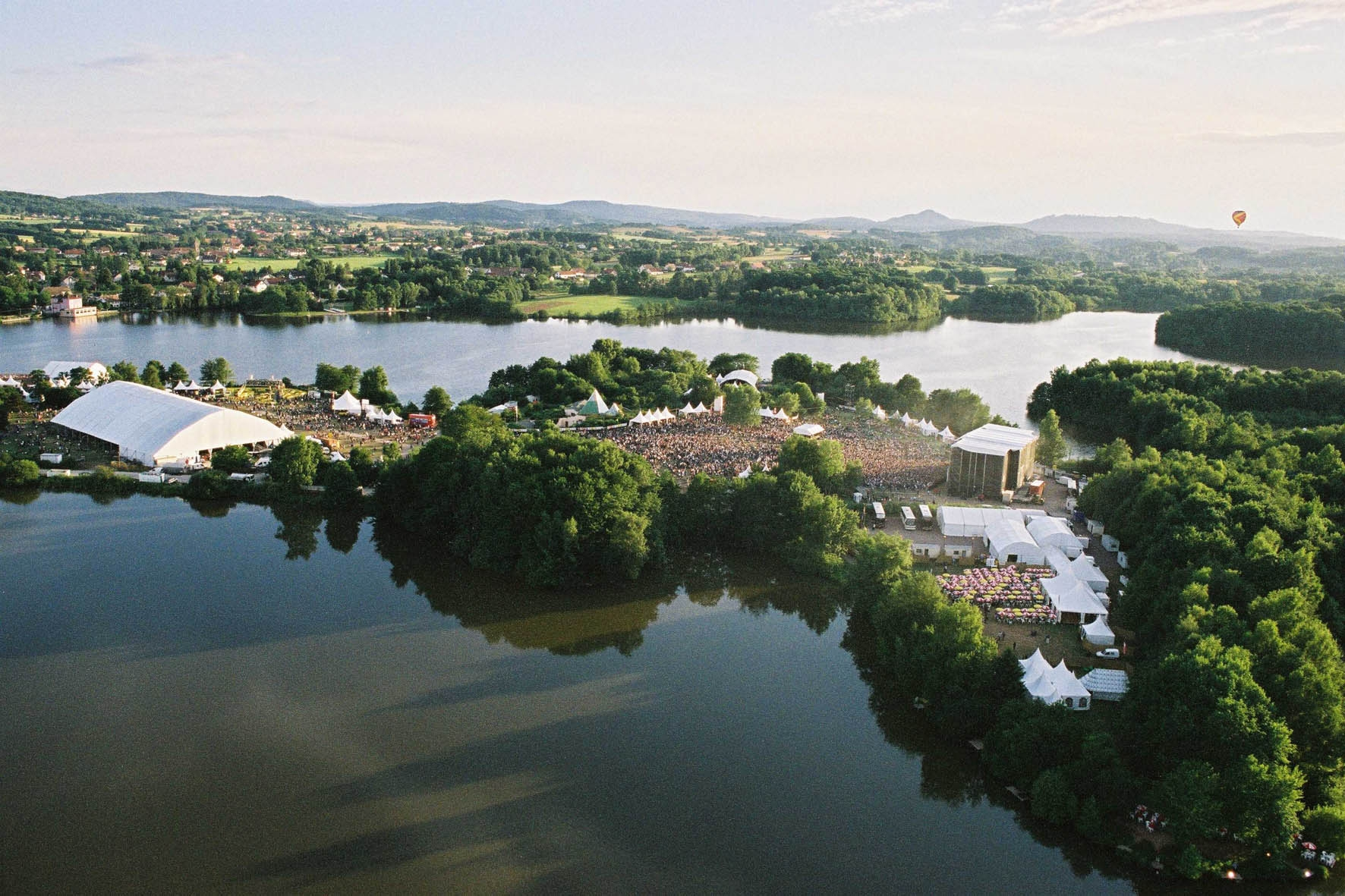
Festival des Eurockéennes (Belfort)

| Département           | Nom                                                           | Ville                     | Genre               |
| --------------------- | ------------------------------------------------------------- | ------------------------- | ------------------- |
| Côte-d'Or             | Festival international d'opéra baroque de Beaune              | Beaune                    | Musique baroque     |
| Côte-d'Or             | D'Jazz dans la ville,                                         | Dijon                     | Jazz                |
| Côte-d'Or             | Tribu Festival                                                | Dijon                     | Jazz                |
| Côte-d'Or             | Fest'Is                                                       | Is-sur-Tille              |                     |
| Côte-d'Or             | Sons d'une nuit d'été                                         | Nuits-Saint-Georges       |                     |
| Doubs                 | Festival Rencontres et Racines,                               | Audincourt                |                     |
| Doubs                 | Détonation                                                    | Besançon                  |                     |
| Doubs                 | Festival de Besançon-Montfaucon                               | Besançon                  |                     |
| Doubs                 | Festival international de musique de Besançon Franche-Comté   | Besançon                  | Musique symphonique |
| Doubs                 | Jazz et musique improvisée en Franche-Comté                   | Besançon                  | Jazz                |
| Doubs                 | Orgue en ville, (2009)                                        | Besançon                  |                     |
| Doubs                 | La Guerre du Son, (2002)                                      | Landresse                 |                     |
| Doubs                 | Festival de la Paille                                         | Métabief                  | Divers              |
| Doubs                 | Les Celtivales                                                | Pierrefontaine-les-Varans |                     |
| Doubs                 | Haut Doubs Festival                                           | Pontarlier                |                     |
| Haute-Saône           | Rolling Saône                                                 | Gray                      |                     |
| Haute-Saône           | Festival Jacques-Brel                                         | Vesoul                    |                     |
| Haute-Saône           | Colomb'in Rock Festival                                       | Colombe-lès-Vesoul        |                     |
| Jura                  | NoLogo Festival                                               | Fraisans                  |                     |
| Nièvre                | Fêtes musicales de Corbigny                                   | Corbigny                  |                     |
| Nièvre                | Festiv'Halles                                                 | Decize                    |                     |
| Nièvre                | Blues en Loire                                                | La Charité-sur-Loire      | Blues               |
| Nièvre                | Nevers à Vif                                                  | Nevers                    |                     |
| Nièvre                | D'Jazz Nevers Festival(ex-Rencontres de jazz de Nevers)(1987) | Nevers                    |                     |
| Saône-et-Loire        | Grand Bastringue,                                             | Cluny                     |                     |
| Saône-et-Loire        | Les Grandes Heures de Cluny                                   | Cluny                     |                     |
| Saône-et-Loire        | Jazz à Couches, (1986)                                        | Couches                   | Jazz                |
| Saône-et-Loire        | Festival Saint Rock (2010)                                    | La Clayette               | Rock                |
| Saône-et-Loire        | Été frappé                                                    | Mâcon                     |                     |
| Saône-et-Loire        | Les Symphonies d'automne                                      | Mâcon                     |                     |
| Saône-et-Loire        | Festival tango, swing et bretelles                            | Montceau-les-Mines        |                     |
| Saône-et-Loire        | Festival Toulon sur Arts                                      | Toulon-sur-Arroux         |                     |
| Territoire de Belfort | Eurockéennes                                                  | Belfort                   |                     |
| Territoire de Belfort | Festival international de musique universitaire               | Belfort                   |                     |
| Yonne                 | Musicancy                                                     | Ancy-le-Franc             |                     |
| Yonne                 | Catalpa Festival,                                             | Auxerre                   |                     |
| Yonne                 | Festivallon                                                   | Avallon                   |                     |
| Yonne                 | Festival de musique de l'abbaye de Vauluisant                 | Bourgenay                 |                     |
| Yonne                 | Festival du Chablisien                                        | Chablis                   |                     |
| Yonne                 | Festival musical des grands crus de Bourgogne                 | Noyers                    |                     |
| Yonne                 | PYHC Fest                                                     | Pont-sur-Yonne            |                     |
| Yonne                 | Les Nuits de Saint-Sauveur                                    | Saint-Sauveur-en-Puisaye  |                     |
| Yonne                 | Festival international d'orgue                                | Sens                      |                     |
| Yonne                 | Rencontres musicales de Vézelay,                              | Vézelay                   |                     |

| Nom                           | Lieu(x)   | Genre |
| ----------------------------- | --------- | ----- |
| Festival Musique en Brionnais | Brionnais |       |
| Jazz campus en Clunisois      | Clunisois |       |
| Les Musicales en Auxois       | Côte-d'Or |       |
| Estivales des orgues du Jura  | Jura      |       |

### Bretagne
| Département     | Ville                     | Nom                                                | Création              | Période   | Genre                                |
| --------------- | ------------------------- | -------------------------------------------------- | --------------------- | --------- | ------------------------------------ |
| Côtes-d'Armor   | Binic-Étables-sur-Mer     | Binic Folks Blues                                  |                       |           |                                      |
| Côtes-d'Armor   | Bobital                   | Festival de Bobital (ex-Festival des Terre-Neuvas) | 2009                  | Juillet   | Généraliste                          |
| Côtes-d'Armor   | Gomené                    | Jazz à Gomené (ex-Gomené Jazz Festival)            | 2003                  |           | Jazz                                 |
| Côtes-d'Armor   | Guingamp                  | Festival de la Saint-Loup                          | 1853                  | Août      | Musique bretonne                     |
| Côtes-d'Armor   | La Chèze                  | Blues au Château                                   |                       |           |                                      |
| Côtes-d'Armor   | Lanfains                  | Le Petit Village                                   | 1980                  | Août      | Généraliste                          |
| Côtes-d'Armor   | Paimpol                   | Festival du chant de marin                         | 1989                  | Août      | Chants de marins                     |
| Côtes-d'Armor   | Penvénan                  | Festival de Buguélès                               | 2002                  | Juillet   | Musiques du monde, chanson française |
| Côtes-d'Armor   | Plémy                     | L'Ascension du Son                                 | 2009                  |           |                                      |
| Côtes-d'Armor   | Quessoy                   | Les sons d’automne,                                |                       |           |                                      |
| Côtes-d'Armor   | Rostrenen                 | Festival Fisel,                                    |                       |           |                                      |
| Côtes-d'Armor   | Saint-André-des-Eaux      | Festival des arts sonnés                           |                       |           |                                      |
| Côtes-d'Armor   | Saint-Brieuc              | Art Rock                                           | 1983                  | Juin      | Généraliste                          |
| Côtes-d'Armor   | Saint-Brieuc              | Carnavalorock                                      |                       |           | Rock                                 |
| Côtes-d'Armor   | Saint-Brieuc              | Cité Rap / Banc Public                             |                       |           |                                      |
| Côtes-d'Armor   | Saint-Brieuc              | Complet' Mandingue                                 |                       |           |                                      |
| Côtes-d'Armor   | Saint-Connec              | Fest-Connections                                   |                       |           |                                      |
| Côtes-d'Armor   | Saint-Quay-Portrieux      | Place aux Artistes                                 |                       |           |                                      |
| Finistère       | Bénodet                   | L'Été en Fête                                      |                       |           |                                      |
| Finistère       | Brest                     | Astropolis                                         | 1995                  | Juin      | Musique électronique                 |
| Finistère       | Carhaix-Plouguer          | Festival des Vieilles Charrues                     | 1992                  | Juillet   | Généraliste                          |
| Finistère       | Concarneau                | Festival des Filets bleus                          |                       |           |                                      |
| Finistère       | Concarneau                | Spring,                                            | 2008                  |           |                                      |
| Finistère       | Crozon                    | Festival du bout du monde                          | 2000                  | Août      |                                      |
| Finistère       | Douarnenez                | La Vie en Reuz                                     |                       |           |                                      |
| Finistère       | Fouesnant                 | Festidreuz                                         |                       |           |                                      |
| Finistère       | Landerneau                | Fête du bruit                                      | 2009                  | Août      | Généraliste                          |
| Finistère       | Landunvez                 | Festival de la Mer                                 |                       |           |                                      |
| Finistère       | Morlaix                   | Panoramas                                          | 1998                  | Avril     |                                      |
| Finistère       | Ouessant                  | L’Ilophone,                                        | 2008                  | Septembre | Généraliste                          |
| Finistère       | Pont-l'Abbé               | Festival des Brodeuses, (ex Fête des Brodeuses)    | 1954                  | Juillet   | Musique traditionnelle               |
| Finistère       | Ploudalmézeau             | Wadada Festival à Ploudalmézeau,                   | 2017                  |           |                                      |
| Finistère       | Plozévet                  | Groove on Earth                                    |                       |           |                                      |
| Finistère       | Plozévet                  | Mondial’Folk                                       |                       |           |                                      |
| Finistère       | Quimper                   | Festival de Cornouaille                            |                       |           |                                      |
| Finistère       | Quimper                   | Festival Insolent                                  |                       |           |                                      |
| Finistère       | Quimperlé                 | Echap                                              |                       |           |                                      |
| Ille-et-Vilaine | Bain-de-Bretagne          | Festival du Schmoul,                               | 2001                  | Janvier   |                                      |
| Ille-et-Vilaine | Bréal-sous-Montfort       | Festival du roi Arthur                             | 2008                  | Août      | Généraliste                          |
| Ille-et-Vilaine | Cancale                   | Les Bordées de Cancale,                            | 24ème édition en 2024 | Septembre | Chants de marins                     |
| Ille-et-Vilaine | Châteaubourg              | EMGAV Festival,                                    | 2016                  | Septembre | Généraliste                          |
| Ille-et-Vilaine | Monterfil                 | La Gallésie en Fête                                |                       |           |                                      |
| Ille-et-Vilaine | Redon                     | Bogue d'or                                         |                       |           |                                      |
| Ille-et-Vilaine | Rennes                    | Big Love,                                          | 2015                  |           |                                      |
| Ille-et-Vilaine | Rennes                    | Festival Agrock                                    | 1990                  |           |                                      |
| Ille-et-Vilaine | Rennes                    | Festival Culture Bar-Bars                          |                       |           |                                      |
| Ille-et-Vilaine | Rennes                    | Jazz à l'Ouest                                     | 1989                  | Novembre  | Jazz                                 |
| Ille-et-Vilaine | Rennes                    | Le Grand Soufflet                                  |                       |           |                                      |
| Ille-et-Vilaine | Rennes                    | Les Bars en Trans                                  |                       |           |                                      |
| Ille-et-Vilaine | Rennes                    | Les Embellies,                                     | 2006                  |           |                                      |
| Ille-et-Vilaine | Rennes                    | Made Festival                                      |                       |           |                                      |
| Ille-et-Vilaine | Rennes                    | Maintenant (ex-Electroni(k))                       |                       |           |                                      |
| Ille-et-Vilaine | Rennes                    | Mythos                                             |                       |           |                                      |
| Ille-et-Vilaine | Rennes                    | Quartiers d'été                                    |                       |           |                                      |
| Ille-et-Vilaine | Rennes                    | Transat en Ville                                   |                       |           |                                      |
| Ille-et-Vilaine | Rennes                    | Transmusicales                                     | 1979                  | Décembre  | Généraliste                          |
| Ille-et-Vilaine | Rennes                    | Rock'n Solex                                       |                       |           |                                      |
| Ille-et-Vilaine | Rennes                    | Festival Yaouank                                   | 1999                  | Novembre  | Musique bretonne                     |
| Ille-et-Vilaine | Saint-Malo                | Festival de musique sacrée                         |                       |           |                                      |
| Ille-et-Vilaine | Saint-Malo                | La Route du Rock                                   | 1991                  | Août      |                                      |
| Ille-et-Vilaine | Saint-Père-Marc-en-Poulet | No Logo BZH (ex-Summer Reggae Fest)                | 2013                  | Août      | Reggae                               |
| Ille-et-Vilaine | Vitré                     | Les Fanfarfelues                                   |                       |           |                                      |
| Morbihan        | Arradon                   | Algues aux Rythmes,                                |                       |           |                                      |
| Morbihan        | Kervignac                 | Les Pieds dans la Vase                             |                       |           |                                      |
| Morbihan        | La Roche-Bernard          | Festival des Garennes                              |                       |           |                                      |
| Morbihan        | Lorient                   | Festival interceltique de Lorient                  | 1971                  | Août      | Musique celtique                     |
| Morbihan        | Lorient                   | Les Indisciplinées                                 |                       |           |                                      |
| Morbihan        | Malestroit                | Au Pont du Rock                                    | 1989                  | Août      |                                      |
| Morbihan        | Malguénac                 | Arts des villes, arts des champs                   |                       |           |                                      |
| Morbihan        | Plouhinec                 | Le Chant de l’Eucalyptus                           |                       |           |                                      |
| Morbihan        | Pont-Scorff               | Festival Saumon,                                   | 1994                  | Juillet   |                                      |
| Morbihan        | Saint-Nolff               | Motocultor                                         | 2007                  | Août      | Metal                                |
| Morbihan        | Vannes                    | Jazz en ville                                      |                       |           | Jazz                                 |
| Morbihan        | Vannes                    | Festival d'Arvor                                   |                       |           |                                      |

| Département     | Nom                    | Genre |
| --------------- | ---------------------- | ----- |
| Ille-et-Vilaine | Jazz à l'étage, (2010) |       |

### Centre-Val de Loire
| Département    | Lieu(x)                | Nom                                                                            | Genre |
| -------------- | ---------------------- | ------------------------------------------------------------------------------ | ----- |
| Cher           | Bourges                | L'automne baroque de Bourges                                                   |       |
| Cher           | Bourges                | Les Très Riches Heures de l'orgue en Berry                                     |       |
| Cher           | Bourges                | Printemps de Bourges                                                           |       |
| Cher           | Lignières              | L'air du temps (1988)                                                          |       |
| Cher           | Menetou-Couture        | Musique à Fontmorigny,                                                         |       |
| Cher           | Trouy                  | Rock in Berry                                                                  |       |
| Cher           | Vailly-sur-Sauldre     | Festiv’arcandiers                                                              |       |
| Eure-et-Loir   | Chartres               | Festival international d'orgue                                                 |       |
| Eure-et-Loir   | Chartres               | L'Paille à Sons,                                                               |       |
| Eure-et-Loir   | Chartres               | Soirées estivales de Chartres                                                  |       |
| Eure-et-Loir   | Nogent-le-Rotrou       | Festival du Thé Vert                                                           |       |
| Indre          | Argenton-sur-Creuse    | Festival Debussy                                                               |       |
| Indre          | Ars                    | Le Son Continu                                                                 |       |
| Indre          | Châteauroux            | Festival de la Voix,                                                           |       |
| Indre          | Lisztomanias           | Stage-Festival DARC                                                            |       |
| Indre          | Gargilesse-Dampierre   | Festival d'été de Gargilesse                                                   |       |
| Indre          | Issoudun               | Festival de la guitare                                                         |       |
| Indre          | Levroux                | Lev'Roots                                                                      |       |
| Indre          | Lourouer-Saint-Laurent | Le Son Continu (ex-Rencontres internationales de luthiers et maîtres sonneurs) |       |
| Indre          | Luçay-le-Mâle          | Solar Funtasy                                                                  |       |
| Indre          | Nohant                 | Festival de Nohant                                                             |       |
| Indre          | Valençay               | Festival Talleyrand                                                            |       |
| Indre-et-Loire | Amboise                | Festival européen de musique renaissance au Clos-Lucé                          |       |
| Indre-et-Loire | Amboise                | Les Courants                                                                   |       |
| Indre-et-Loire | Avoine                 | Avoine Zone Groove (ex-Avoine Zone Blues)                                      |       |
| Indre-et-Loire | Loches                 | Loches en voix                                                                 |       |
| Indre-et-Loire | Loches                 | Sonates d'Automne                                                              |       |
| Indre-et-Loire | Montlouis-sur-Loire    | Jazz en Touraine                                                               |       |
| Indre-et-Loire | Monts                  | Festival Terres du Son                                                         |       |
| Indre-et-Loire | Parçay-Meslay          | Festival de la Grange de Meslay, (1964)                                        |       |
| Indre-et-Loire | Richelieu              | Festival de Richelieu                                                          |       |
| Indre-et-Loire | Saint-Paterne-Racan    | Kampagn’Arts,                                                                  |       |
| Indre-et-Loire | Tours                  | Aucard de Tours                                                                |       |
| Indre-et-Loire | Tours                  | Émergences                                                                     |       |
| Indre-et-Loire | Yzeures-sur-Creuse     | Yzeures'n'Rock                                                                 |       |
| Loir-et-Cher   | Blois                  | Jeux d'orgues                                                                  |       |
| Loir-et-Cher   | Chambord               | Festival de Chambord, (2011)                                                   |       |
| Loir-et-Cher   | Cheverny               | Jazzin'Cheverny, (2008)                                                        |       |
| Loir-et-Cher   | Saint-Aignan           | Jazz en Val de Cher                                                            |       |
| Loir-et-Cher   | Vendôme                | Festival international de guitare - Guitares au gré du Loin                    |       |
| Loir-et-Cher   | Vendôme                | Rockomotives                                                                   |       |
| Loiret         | Château-Renard         | Festivox,                                                                      |       |
| Loiret         | Châtillon-sur-Loire    | Strange Festival                                                               |       |
| Loiret         | Meung-sur-Loire        | Festicolor,                                                                    |       |
| Loiret         | Villemandeur           | Musikair,                                                                      |       |

| Département  | Nom                                                                                    | Genre |
| ------------ | -------------------------------------------------------------------------------------- | ----- |
| Eure-et-Loir | Moments Lyriques, (ex-Festival des journées lyriques de Chartres et de l'Eure-et-Loir) |       |
| Loiret       | Festival de Sully et du Loiret                                                         |       |
| Vallée Noire | Festival Pentecôte en Berry                                                            |       |

### Corse
| Ville         | Nom                                     | Genre |
| Calvi         | Rencontres de Chants Polyphoniques      |       |
| ------------- | --------------------------------------- | ----- |
| Ajaccio       | Jazz in Aiacciu Festival                |       |
| Erbalunga     | Festival Les Nuits du Piano d'Erbalunga |       |
| Calvi         | Calvi on the Rocks                      |       |
| Patrimonio    | Les Nuits de la Guitare                 |       |
| Pigna         | Festival Estivoce                       |       |
| Saint-Florent | Porto Latino                            |       |

### Grand Est
| Département        | Lieu                   | Nom                                              | Création | Période           | Genre                 |
| ------------------ | ---------------------- | ------------------------------------------------ | -------- | ----------------- | --------------------- |
| Ardennes           | Bogny-sur-Meuse        | Aymon Folk Festival                              |          |                   |                       |
| Ardennes           | Charleville-Mézières   | Cabaret Vert                                     | 2005     | Août              | Généraliste           |
| Aube               | Aix-Villemaur-Pâlis    | Othe-Armance Festival (ex-Festival en Othe)      | 1991     | Juillet           |                       |
| Aube               | Bar-sur-Aube           | Jazzabar                                         |          |                   |                       |
| Aube               | Plancy-l'Abbaye        | Festival Rock celtique                           |          |                   |                       |
| Aube               | Troyes                 | Nuits de Champagne                               | 1988     | Octobre           | Chanson française     |
| Bas-Rhin           | Illkirch-Graffenstaden | Printemps des Bretelles,                         | 1998     | Juin              | Accordéon             |
| Bas-Rhin           | La Petite-Pierre       | Au grès du jazz                                  |          |                   |                       |
| Bas-Rhin           | Neuve-Église           | Décibulles                                       | 1992     | Juillet           | Généraliste           |
| Bas-Rhin           | Obernai                | Estivales                                        |          |                   |                       |
| Bas-Rhin           | Obernai                | Festival de musique d'Obernai                    |          |                   |                       |
| Bas-Rhin           | Rœschwoog              | Sunshine Reggae Festival,                        |          |                   |                       |
| Bas-Rhin           | Sélestat               | Summer Vibration Reggae Festival                 |          |                   |                       |
| Bas-Rhin           | Strasbourg             | Contre-Temps                                     |          |                   |                       |
| Bas-Rhin           | Strasbourg             | Festival Musica                                  | 1982     | Septembre-Octobre | Musique contemporaine |
| Bas-Rhin           | Strasbourg             | Les Nuits électroniques de l'Ososphère           |          |                   |                       |
| Bas-Rhin           | Strasbourg             | Jazzdor                                          |          |                   |                       |
| Bas-Rhin           | Strasbourg             | Les Noëlies                                      |          |                   |                       |
| Bas-Rhin           | Wissembourg            | Festival international de musique de Wissembourg | 2005     | Août              | Musique classique     |
| Bas-Rhin           | Wolfisheim             | Wolfi Jazz                                       |          |                   |                       |
| Haute-Marne        | Langres                | Le Chien à Plumes                                | 1997     | Août              | Généraliste           |
| Haute-Marne        | Saint-Dizier           | Musical’été                                      |          |                   |                       |
| Haut-Rhin          | Colmar                 | Colmar jazz festival                             |          | Septembre         | Jazz                  |
| Haut-Rhin          | Colmar                 | Festival international de musique de Colmar      | 1979     | Juillet           | Musique classique     |
| Haut-Rhin          | Colmar                 | Festival Natala                                  |          |                   |                       |
| Haut-Rhin          | Colmar                 | Foire aux vins d'Alsace                          | 1948     | Juillet-Août      | Généraliste           |
| Haut-Rhin          | Masevaux-Niederbruck   | Festival international d'orgues                  |          |                   | Orgues                |
| Haut-Rhin          | Mulhouse               | Festival Météo (ex-Jazz à Mulhouse)              |          |                   |                       |
| Haut-Rhin          | Munster                | Jazz festival                                    |          |                   |                       |
| Haut-Rhin          | Ribeauvillé            | Festival de Ribeauvillé                          | 1984     | Septembre-Octobre | Musique ancienne      |
| Haut-Rhin          | Rouffach               | Musicalta                                        | 1996     | Juillet-Août      | Musique classique     |
| Marne              | Aubérive               | La Poule des Champs                              | 2006     | Septembre         |                       |
| Marne              | Châlons-en-Champagne   | Festival des Musiques d'Ici et d'Ailleurs        |          |                   |                       |
| Marne              | Châlons-en-Champagne   | Foire en scène                                   |          |                   |                       |
| Marne              | Châlons-en-Champagne   | Ça jase à Châlons, (ex Printemps du Jazz)        |          | Avril             | Jazz                  |
| Marne              | Juvigny                | Moissons Rock,                                   | 1994     | Mai               | Généraliste           |
| Marne              | Reims                  | Flâneries musicales de Reims                     | 1990     | Juin              | Musique classique     |
| Meurthe-et-Moselle | Dieulouard             | East Summer Fest                                 |          |                   |                       |
| Meurthe-et-Moselle | Longwy                 | Nuits de Longwy                                  | 1990     | Juillet-Août      | Généraliste           |
| Meurthe-et-Moselle | Nancy                  | Festival International de chant choral           |          |                   |                       |
| Meurthe-et-Moselle | Nancy Jazz Pulsations  | Nancyphonies                                     |          |                   |                       |
| Meurthe-et-Moselle | Toul                   | Le Jardin du Michel                              | 2005     | Mai               | Généraliste           |
| Meurthe-et-Moselle | Vandœuvre-lès-Nancy    | Festival Musique Action                          | 1984     | Mai               |                       |
| Meuse              | Bar-le-Duc             | Watts à Bar                                      |          |                   |                       |
| Meuse              | Verdun                 | Musiques et Terrasses                            |          |                   |                       |
| Moselle            | Fénétrange             | Festival de Fénétrange, musique et gastronomie   | 1978     | Août-Septembre    |                       |
| Moselle            | Hombourg-Haut          | Festival international Théodore Gouvy            |          |                   |                       |
| Moselle            | Maizeroy               | Sur la Remorque du Pat                           |          |                   |                       |
| Moselle            | Metz                   | Zikametz (2004)                                  |          |                   |                       |
| Moselle            | Mittersheim            | Mitt'HIM                                         |          |                   |                       |
| Moselle            | Sarrebourg             | Festival international de musique                |          |                   |                       |
| Vosges             | Épinal                 | Festi-Live                                       | 2005     |                   |                       |
| Vosges             | La Bresse              | Festival Accords de Montagnes,                   | 2008     | Janvier           | Accordéon             |

| Lieux              | Nom                                | Création              | Période | Genre                                |
| ------------------ | ---------------------------------- | --------------------- | ------- | ------------------------------------ |
| Alsace             | Festival Voix et Route romane      |                       |         |                                      |
| Moselle            | Printemps Musical en Pays Mosellan | 17éme édition en 2024 | Mars    | Musique classique, chanson française |
| Troyes et environs | Art et spiritualité                |                       |         | Musique classique                    |
| Vosges             | Festival des Abbayes de Lorraine   |                       |         |                                      |
| Vosges             | Floréal musical                    |                       |         |                                      |

### Guadeloupe
| Nom                                             | Genre |
| ----------------------------------------------- | ----- |
| Festival international de musique Saint-Georges |       |
| Terre de blues (ex-Créole Blues)                |       |

### Hauts-de-France
| Département   | Ville                  | Nom                                                                                           | Création          |
| ------------- | ---------------------- | --------------------------------------------------------------------------------------------- | ----------------- |
| Aisne         | Laon                   | Festival de Laon, (34e édition en 2022                                                        | Musique classique |
| Aisne         | Laon                   | Jazz-titudes                                                                                  | Jazz              |
| Aisne         | Saint-Gobain           | Les Vers Solidaires                                                                           |                   |
| Aisne         | Saint-Michel           | Festival de musique ancienne et baroque de Saint-Michel                                       |                   |
| Aisne         | Septmonts              | Festival Pic'Arts                                                                             |                   |
| Aisne         | Urcel                  | Woodrock                                                                                      |                   |
| Nord          | Anzin                  | Scènes Sonores                                                                                |                   |
| Nord          | Aulnoye-Aymeries       | Les Nuits secrètes                                                                            |                   |
| Nord          | Bailleul               | En Nord Beat, (2015)                                                                          |                   |
| Nord          | Cambrai                | BetiZFest                                                                                     |                   |
| Nord          | Cassel                 | Festival international Albert-Roussel                                                         |                   |
| Nord          | Esquelbecq             | Festival Label Guit'art                                                                       |                   |
| Nord          | Dunkerque              | Fête de l’Îlot                                                                                |                   |
| Nord          | Dunkerque              | La Bonne Aventure                                                                             |                   |
| Nord          | Dunkerque              | La Citadelle en Bordées                                                                       |                   |
| Nord          | Felleries              | Zzze Festival                                                                                 |                   |
| Nord          | Le Cateau-Cambrésis    | Zikenstock                                                                                    |                   |
| Nord          | Lille                  | Clef de Soleil                                                                                |                   |
| Nord          | Lille                  | Le Jardin Électronique ; Le Jardin d'Hiver                                                    |                   |
| Nord          | Lille                  | Le Perno Festival (ex-Le père Noël est-il un rocker ?)                                        |                   |
| Nord          | Lille                  | Les Paradis artificiels                                                                       |                   |
| Nord          | Lille                  | Lille pianos festival                                                                         |                   |
| Nord          | Lille                  | Festival Wazemmes l'Accordéon                                                                 |                   |
| Nord          | Loon-Plage             | Het Lindeboom                                                                                 |                   |
| Nord          | Raismes                | Raismes Fest                                                                                  |                   |
| Nord          | Roubaix                | Les Grandes ondes (ex-Roubaix à l'accordéon) (1997)                                           |                   |
| Nord          | Saint-André-lez-Lille  | Seven Nights to Blues,                                                                        |                   |
| Nord          | Saint-Jans-Cappel      | Sapidays                                                                                      |                   |
| Nord          | Saint-Saulve           | À Travers Chants                                                                              |                   |
| Nord          | Sémeries               | Petit Wood                                                                                    |                   |
| Nord          | Steenvoorde            | Amm Fest                                                                                      |                   |
| Nord          | Tourcoing              | La Sauce Jack                                                                                 |                   |
| Nord          | Tourcoing              | Tourcoing Jazz, (1986)                                                                        |                   |
| Nord          | Wattrelos              | Blues en Mars                                                                                 | Blues             |
| Oise          | Beauvais               | Blues autour du Zinc                                                                          | Blues             |
| Oise          | Beauvais               | Festival international de violoncelle de Beauvais (ex-Rencontres d’Ensembles de Violoncelles) |                   |
| Oise          | Beauvais               | Pianoscope, (2006)                                                                            | Musique classique |
| Oise          | Beauvais               | Scènes d'été                                                                                  |                   |
| Oise          | Cernoy                 | Celebration Days                                                                              |                   |
| Oise          | Compiègne              | Festival des forêts                                                                           |                   |
| Oise          | Creil                  | Creil Colors                                                                                  |                   |
| Oise          | Gerberoy               | Moments musicaux                                                                              |                   |
| Oise          | Grandvilliers          | Arthur’s Day Festival                                                                         |                   |
| Oise          | Margny-lès-Compiègne   | Imaginarium Festival                                                                          |                   |
| Pas-de-Calais | Aix-en-Issart          | Festival des Illuminés                                                                        |                   |
| Pas-de-Calais | Arras                  | DiDouDa Arras festival (ex-Faites de la chanson)                                              |                   |
| Pas-de-Calais | Arras                  | Les Inouïes (ex-Musique en roue libre)                                                        |                   |
| Pas-de-Calais | Arras                  | Main Square Festival                                                                          |                   |
| Pas-de-Calais | Béthune                | Béthune Rétro                                                                                 |                   |
| Pas-de-Calais | Boulogne-sur-Mer       | Festival de la Côte d'Opale                                                                   |                   |
| Pas-de-Calais | Boulogne-sur-Mer       | Poulpaphone                                                                                   |                   |
| Pas-de-Calais | Bourlon                | Rock in Bourlon                                                                               |                   |
| Pas-de-Calais | Étaples                | Rock en Stock                                                                                 |                   |
| Pas-de-Calais | Hardelot-Plage         | The Midsummer Festival                                                                        |                   |
| Pas-de-Calais | Le Touquet-Paris-Plage | Touquet Music Beach                                                                           |                   |
| Pas-de-Calais | Le Touquet-Paris-Plage | Piano Folies                                                                                  |                   |
| Pas-de-Calais | Licques                | Buco’Licques                                                                                  |                   |
| Pas-de-Calais | Oignies                | Les Rutilants                                                                                 |                   |
| Somme         | Amiens                 | Minuit avant la Nuit                                                                          |                   |
| Somme         | Montonvillers          | Jazz à Montonvillers                                                                          |                   |
| Somme         | Revelles               | Festival R4                                                                                   |                   |
| Somme         | Saint-Riquier          | Festival de Saint-Riquier                                                                     |                   |
| Somme         | Tilloloy               | Rétro C Trop                                                                                  |                   |

| Département                       | Nom                                             | Genre             |
| --------------------------------- | ----------------------------------------------- | ----------------- |
| Aisne et Oise                     | Morty Jazz                                      | Jazz              |
| Avesnois                          | Harpe en Avesnois,                              | Musique celtique  |
| Avesnois                          | Joly Jazz                                       |                   |
| Béthune et environs               | Rencontres Musicales en Artois,                 | Musique classique |
| Château-Thierry et arrondissement | Musique en Omois                                |                   |
| Côte d'Opale                      | Festival Côte d'Opale et Tendances Côte d'Opale |                   |
| Forêt de Compiègne et de Laigue   | Festival des forêts                             |                   |
| Lille Métropole                   | NAME festival (Nord Art Musique Électronique)   |                   |
| Lille Métropole                   | Tour de chauffe, (2006)                         |                   |
| Montreuil et arrondissement       | Les Pianos Folies                               |                   |
| Pas-de-Calais                     | Les Enchanteurs                                 |                   |
| Picardie                          | Haute Fréquence (ex-Picardie Mouv)              |                   |
| Saint-Omer et arrondissement      | Saint-Omer Jazz Festival                        | Jazz              |
| Région                            | Jazz en Nord                                    | Jazz              |

### Île-de-France
| Département       | Lieu(x)                  | Nom                                                                 | Genre                   |
| ----------------- | ------------------------ | ------------------------------------------------------------------- | ----------------------- |
| Essonne           | Brétigny-sur-Orge        | Download Festival                                                   |                         |
| Essonne           | Brétigny-sur-Orge        | Fête de l'Humanité                                                  |                         |
| Essonne           | Juvisy-sur-Orge          | Guitar'Essonne                                                      |                         |
| Essonne           | Marcoussis               | Elfondurock, (1996)                                                 | Rock                    |
| Essonne           | Massy                    | Les Primeurs de Massy                                               |                         |
| Essonne           | Mennecy                  | Mennecy Métal Fest (2012)                                           | Heavy metal             |
| Essonne           | Palaiseau                | Festival montagne et musique                                        |                         |
| Essonne           | Ris-Orangis              | Lamano Festival, (2016)                                             | Reggae, dub             |
| Hauts-de-Seine    | Antony                   | Place au Jazz,                                                      | Jazz                    |
| Hauts-de-Seine    | Boulogne-Billancourt     | BBMIX, (2005)                                                       |                         |
| Hauts-de-Seine    | Châtenay-Malabry         | Festival Chorus (ex-Festival du Val d'Aulnay) (33e édition en 2015) | Musique classique, jazz |
| Hauts-de-Seine    | Puteaux                  | La Défense Jazz Festival                                            |                         |
| Hauts-de-Seine    | Saint-Cloud              | Rock en Seine                                                       |                         |
| Hauts-de-Seine    | Sceaux                   | Festival de l'Orangerie de Sceaux                                   | Musique classique       |
| Paris             | Paris                    | American Jazz Festin'Halles                                         |                         |
| Paris             | Paris                    | Arte Concert Festival                                               |                         |
| Paris             | Paris                    | Au fil des voix                                                     |                         |
| Paris             | Paris                    | Chopin à Paris                                                      |                         |
| Paris             | Paris                    | Classique au Vert                                                   |                         |
| Paris             | Paris                    | Dauphine Jazz Festival                                              |                         |
| Paris             | Paris                    | Days Off Paris                                                      |                         |
| Paris             | Paris                    | Dream Nation Paris                                                  |                         |
| Paris             | Paris                    | Festival les inRocKs                                                |                         |
| Paris             | Paris                    | Festival Les Bains Paris                                            |                         |
| Paris             | Paris                    | Fnac Live                                                           |                         |
| Paris             | Paris                    | Gospel Festival de Paris                                            |                         |
| Paris             | Paris                    | Jazz à Saint-Germain-des-Prés                                       |                         |
| Paris             | Paris                    | Jazzy Colors                                                        |                         |
| Paris             | Paris                    | Les femmes s'en mêlent                                              |                         |
| Paris             | Paris                    | Les musicales de Bagatelle                                          |                         |
| Paris             | Paris                    | MaMA                                                                |                         |
| Paris             | Paris                    | Marathon!                                                           |                         |
| Paris             | Paris                    | Paris Jazz Festival au Parc floral                                  | Jazz                    |
| Paris             | Paris                    | Paris Music Festival,                                               |                         |
| Paris             | Paris                    | Paris popfest                                                       |                         |
| Paris             | Paris                    | Paris Punk Rock Summer                                              |                         |
| Paris             | Paris                    | Peacock Society                                                     |                         |
| Paris             | Paris                    | Pianissimo (17e édition en 2022)                                    |                         |
| Paris             | Paris                    | Pitchfork Music Festival                                            |                         |
| Paris             | Paris                    | Présences électronique                                              |                         |
| Paris             | Paris                    | Solidays                                                            |                         |
| Paris             | Paris                    | We Love Green                                                       |                         |
| Seine-et-Marne    | Fontainebleau            | Festival Django Reinhardt                                           |                         |
| Seine-et-Marne    | La Ferté-sous-Jouarre    | Festival des 2 rivières (ex-Ferté Jazz)                             |                         |
| Seine-et-Marne    | Perthes-en-Gâtinais      | Festival de Perthes-en-Gâtinais                                     |                         |
| Seine-et-Marne    | Torcy                    | Marvellous Island                                                   |                         |
| Seine-et-Marne    | Tournan-en-Brie          | La Ferme électrique                                                 |                         |
| Seine-et-Marne    | Voulangis                | Voulstock                                                           |                         |
| Seine-Saint-Denis | Les Pavillons-sous-Bois  | Pavillons Jazz Festival                                             | Jazz                    |
| Seine-Saint-Denis | Saint-Denis              | Festival de musique de Saint-Denis                                  | Musique classique       |
| Seine-Saint-Denis | Villepinte               | Dream Nation                                                        |                         |
| Val-de-Marne      | Fontenay-sous-Bois       | Les Aventuriers                                                     | Rock, electro           |
| Val-de-Marne      | Ivry-sur-Seine           | La Jimi                                                             |                         |
| Val-de-Marne      | Le Perreux-sur-Marne     | Festival Notes d'Automne                                            |                         |
| Val-de-Marne      | Limeil-Brévannes         | Limeil Blues Festival                                               | Blues                   |
| Val-de-Marne      | Thiais                   | Festival de musique franco-américaine de Thiais                     |                         |
| Val-d'Oise        | Asnières-sur-Oise        | Festival de Royaumont                                               |                         |
| Val-d'Oise        | Auvers-sur-Oise          | Festival d'Auvers-sur-Oise (ex-Festival international de musique)   |                         |
| Val-d'Oise        | Enghien-les-Bains        | Barrière Enghien Jazz Festival                                      | Jazz                    |
| Yvelines          | Carrières-sur-Seine      | Macki Music Festival                                                |                         |
| Yvelines          | Chatou                   | Elektric Park Festival (ex-Inox Park)                               |                         |
| Yvelines          | Conflans-Sainte-Honorine | Jazz en ville                                                       |                         |
| Yvelines          | Maisons-Laffitte         | Maisons-Laffitte Jazz Festival                                      | Jazz                    |
| Yvelines          | Mantes-la-Ville          | Contentpourien                                                      |                         |
| Yvelines          | Montfort-l'Amaury        | Journées Ravel                                                      |                         |
| Yvelines          | Versailles               | Versailles Jazz Festival                                            | Jazz                    |

| Département                       | Nom                                                                               | Genre |
| --------------------------------- | --------------------------------------------------------------------------------- | ----- |
| Essonne                           | Au Sud du Nord                                                                    |       |
| Hauts-de-Seine                    | Semaine internationale de musique ancienne -Antigua                               |       |
| Marne et Gondoire                 | Festival Frisson baroque de Marne et Gondoire                                     |       |
| Paris et Val-de-Marne             | Sons d'hiver                                                                      |       |
| Paris-Vallée de la Marne (agglo.) | Printemps du jazz                                                                 |       |
| Seine-Saint-Denis                 | MAAD in 93                                                                        |       |
| Val-de-Marne                      | Festi'Val de Marne                                                                |       |
| Val-d'Oise                        | Jazz au fil de l'Oise                                                             |       |
| Yvelines                          | Blues sur Seine                                                                   | Blues |
| Yvelines                          | Electrochic,                                                                      |       |
| Yvelines                          | Jazz à Toute Heure (JATH) (1999)                                                  |       |
| Yvelines                          | L'Estival                                                                         |       |
| Région                            | Banlieues Bleues, Festival Africolor, Sonic Protest, Villes des Musiques du monde |       |

### Martinique
| Lieu           | Nom                                    | Genre |
| -------------- | -------------------------------------- | ----- |
| Fort-de-France | Martinique Jazz Festival               | Jazz  |
| Autres         | Big In Jazz festival (ex-Biguine jazz) | Jazz  |

### Normandie
| Département    | Ville                     | Nom                                                 | Création              | Période | Genre                  |
| -------------- | ------------------------- | --------------------------------------------------- | --------------------- | ------- | ---------------------- |
| Calvados       | Cabourg                   | Cabourg mon amour                                   |                       |         |                        |
| Calvados       | Caen                      | Aspects des musiques d'aujourd'hui                  | 1982                  |         |                        |
| Calvados       | Caen                      | Festival international d'orgue                      |                       |         |                        |
| Calvados       | Caen                      | Nördik Impakt                                       | 1999                  | Octobre | Musique électronique   |
| Calvados       | Deauville                 | Août musical                                        |                       |         |                        |
| Calvados       | Deauville                 | Festival de musique classique de Pâques             |                       |         |                        |
| Calvados       | Falaise                   | Festival d'orgue de Guibray                         |                       |         |                        |
| Calvados       | Hérouville-Saint-Clair    | Festival Beauregard                                 | 2009                  | Juillet | Généraliste            |
| Calvados       | Houlgate                  | Festijazz                                           |                       |         |                        |
| Calvados       | Le Brévedent              | Festival Rêve en Rythme                             |                       |         |                        |
| Calvados       | Lisieux                   | Festival de musique ancienne                        |                       |         |                        |
| Calvados       | Lisieux                   | Jazzitudes                                          |                       |         |                        |
| Calvados       | Saint-Aubin-sur-Mer       | Semaine Acadienne                                   |                       |         |                        |
| Calvados       | Villers-sur-Mer           | Festival des nouveaux talents de musique de chambre |                       |         |                        |
| Calvados       | Villers-sur-Mer           | Sable show                                          |                       |         |                        |
| Eure           | Évreux                    | Rock in Évreux                                      | 2017                  | Juin    | Rock                   |
| Eure           | Grossœuvre                | Ça sonne à la porte,                                | 17ème édition en 2024 | Juin    | Généraliste            |
| Eure           | Verneuil-sur-Avre         | La Vache et le Caribou                              |                       |         |                        |
| Manche         | Buais-Les-Monts           | Ethereal Decibel Festival,                          | 2016                  | Juillet | Musique éléctronique   |
| Manche         | Cherbourg-Octeville       | Les Art'zimutés                                     | 1999                  |         |                        |
| Manche         | Coutances                 | Jazz sous les pommiers                              | 1982                  | Mai     | Jazz                   |
| Manche         | Jullouville               | Grandes marées (ex-Festival Jazz en Baie)           |                       |         |                        |
| Manche         | Lessay                    | Les Heures Musicales de l'abbaye de Lessay          |                       |         |                        |
| Manche         | Montmartin-sur-Mer        | Chauffer dans la noirceur                           | 1993                  | Juillet | Généraliste            |
| Manche         | Saint-Laurent-de-Cuves    | Papillons de Nuit                                   | 2001                  | Juin    | Généraliste            |
| Manche         | Saint-Lô                  | Les Rendez-vous Soniques                            |                       |         |                        |
| Manche         | Tatihou                   | Les Traversées Tatihou                              | 1994                  | Août    | Musique traditionnelle |
| Orne           | Bagnoles-de-l'Orne        | Les Clés de Bagnoles                                |                       |         |                        |
| Orne           | Briouze                   | Art Sonic                                           | 1996                  | Juillet | Généraliste            |
| Orne           | Cerisy-Belle-Étoile       | Bichoiseries,                                       | 17ème édition en 2024 | Juin    | Généraliste            |
| Orne           | Ciral                     | Blizz'art Festival                                  |                       |         |                        |
| Orne           | Mortagne-au-Perche        | Musicales de Mortagne                               |                       |         |                        |
| Orne           | Rai                       | Biches Festival,                                    | 2016                  | Juin    |                        |
| Seine-Maritime | Blainville-Crevon         | Archéo Jazz,                                        | 1977                  | Juin    | Jazz, blues            |
| Seine-Maritime | Étretat                   | Festival Offenbach                                  |                       |         |                        |
| Seine-Maritime | Eu                        | Le Murmure du son,                                  | 2002                  | Juillet | Généraliste            |
| Seine-Maritime | Le Havre                  | Les Prieurales                                      |                       |         | Musique médiévale      |
| Seine-Maritime | Le Havre                  | Nuits suspendues (ex-MoZ'aïque)                     | 2002                  |         |                        |
| Seine-Maritime | Le Havre                  | Ouest Park Festival                                 |                       |         |                        |
| Seine-Maritime | Le Havre                  | Piano is Not Dead                                   |                       |         |                        |
| Seine-Maritime | La Neuville-Chant-d'Oisel | Festival des Arts Bourrins                          |                       |         |                        |
| Seine-Maritime | Rouen                     | Les Terrasses du jeudi                              |                       |         |                        |
| Seine-Maritime | Saint-Aubin-sur-Mer       | Pete the Monkey Festival (en)                       |                       |         |                        |
| Seine-Maritime | Sainte-Adresse            | Dixies Days,                                        | 1997                  | Mai     | Jazz                   |

| Département                    | Nom                                                                           | Genre |
| ------------------------------ | ----------------------------------------------------------------------------- | ----- |
| Arques-la-Bataille et environs | Festival de musique ancienne en Normandie                                     |       |
| Eure                           | Eure poétique et musicale                                                     |       |
| Eure et Seine-Maritime         | Chants d’elles                                                                |       |
| Giverny et environs            | Festival de musique de chambre de Normandie (ex-Musique de chambre à Giverny) |       |
| Orne                           | Septembre musical de l'Orne                                                   |       |
| Pays d'Auge                    | Promenades musicales en Pays d'Auge                                           |       |
| Pays d'Ouche                   | Festival Jazz en Ouche                                                        |       |

### Nouvelle-Aquitaine
| Département          | Ville                   | Nom                                        | Genre                   |
| -------------------- | ----------------------- | ------------------------------------------ | ----------------------- |
| Charente             | Angoulême               | Musiques métisses                          |                         |
| Charente             | Aubeterre-sur-Dronne    | Festival des nuits musicales               |                         |
| Charente             | Cognac                  | Cognac Blues Passion                       | Blues                   |
| Charente             | Cognac                  | La Fête du Cognac                          |                         |
| Charente-Maritime    | Aigrefeuille-d'Aunis    | Tribal Elek                                |                         |
| Charente-Maritime    | Jonzac                  | Festival Eurochestries                     |                         |
| Charente-Maritime    | La Rochelle             | Francofolies de La Rochelle                |                         |
| Charente-Maritime    | Montendre               | Free Music Festival                        |                         |
| Charente-Maritime    | Périgny                 | Les Notes en vert                          |                         |
| Charente-Maritime    | Pons                    | Les Fadas du barouf                        |                         |
| Charente-Maritime    | Royan                   | Un violon sur le sable                     |                         |
| Charente-Maritime    | Saintes                 | Festival de Saintes                        |                         |
| Charente-Maritime    | Saint-Palais-sur-Mer    | Festival Crescendo                         | Rock progressif         |
| Charente-Maritime    | Surgères                | Sérénade, festival de musique de chambre   |                         |
| Corrèze              | Brive-la-Gaillarde      | Brive Festival                             |                         |
| Corrèze              | Brive-la-Gaillarde      | Festival de la Vézère                      |                         |
| Corrèze              | Chanteix                | Festival aux champs                        |                         |
| Corrèze              | Saint-Robert            | Festival de Saint-Robert                   |                         |
| Corrèze              | Treignac                | Kind of Belou                              |                         |
| Corrèze              | Tulle                   | Les Nuits de Nacre                         |                         |
| Deux-Sèvres          | Airvault                | Festival musiques et danses du monde       |                         |
| Deux-Sèvres          | Airvault                | Le Rêve de l'aborigène                     |                         |
| Deux-Sèvres          | Celles-sur-Belle        | Festival Lumières du Baroque               |                         |
| Deux-Sèvres          | Melle                   | Boulevard du Jazz                          | Jazz                    |
| Deux-Sèvres          | Niort                   | Jeudis Niortais                            |                         |
| Deux-Sèvres          | Parthenay               | De Bouche à oreille                        |                         |
| Deux-Sèvres          | Parthenay               | Festival Jazz bat la campagne              |                         |
| Deux-Sèvres          | Pougne-Hérisson         | Festival du Nombril                        |                         |
| Deux-Sèvres          | Thouars                 | Terri Thouars Blues                        |                         |
| Deux-Sèvres          | Vasles                  | Ouaille'note ?                             |                         |
| Creuse               | Saint-Étienne-de-Fursac | Lézart Vert                                |                         |
| Dordogne             | Bergerac                | Festival Overlook                          |                         |
| Dordogne             | Périgueux               | MNOPérigueux                               |                         |
| Gironde              | Andernos-les-Bains      | Jazz en liberté                            | Jazz                    |
| Gironde              | Arcachon                | Arcachon en scène                          |                         |
| Gironde              | Arcachon                | Les Escapades Musicales                    |                         |
| Gironde              | Bègles                  | Fête de la morue                           |                         |
| Gironde              | Bordeaux                | Bordeaux fête le vin                       |                         |
| Gironde              | Bordeaux                | Bordeaux Rock                              |                         |
| Gironde              | Bordeaux                | Darwin Ocean Climax                        |                         |
| Gironde              | Bordeaux                | Relache Festival                           |                         |
| Gironde              | Bordelais               | Les Grands Crus musicaux                   |                         |
| Gironde              | Cenon                   | Festival des Hauts de Garonne              |                         |
| Gironde              | Langon                  | Nuits Atypiques, musiques rock et du monde | Rock, musiques du monde |
| Gironde              | La Réole                | Les Riches Heures de La Réole              |                         |
| Gironde              | Le Haillan              | Le Haillan Chanté                          |                         |
| Gironde              | Léognan                 | Festival Jazz and Blues Léognan            | Blues, jazz             |
| Gironde              | Monségur                | Les 24 Heures du Swing                     |                         |
| Gironde              | Pessac                  | Vibrations urbaines                        |                         |
| Gironde              | Saint-Denis-de-Pile     | Musik à Pile                               |                         |
| Gironde              | Saint-Médard-en-Jalles  | Jalles House Rock                          | Rock                    |
| Gironde              | Sauveterre-de-Guyenne   | Ouvre la Voix                              |                         |
| Gironde              | Talence                 | Festival ODP                               |                         |
| Gironde              | Uzeste                  | Hestejada d'Uzeste                         | Free jazz               |
| Gironde              | Vertheuil               | Reggae Sun Ska Festival                    | Reggae, ska             |
| Haute-Vienne         | Saillat-sur-Vienne      | Les Cheminées du Rock                      | Rock                    |
| Haute-Vienne         | Saint-Yrieix-la-Perche  | Festival musical                           |                         |
| Haute-Vienne         | Villefavard             | Festival du Haut-Limousin                  |                         |
| Landes               | Capbreton               | Août of jazz                               | Jazz                    |
| Landes               | Dax                     | Dax Motor n’ Blues                         |                         |
| Landes               | Dax                     | Toros y Salsa                              |                         |
| Landes               | Hossegor                | Latinossegor                               |                         |
| Landes               | Luxey                   | Musicalarue                                |                         |
| Landes               | Mont-de-Marsan          | Festival Arte Flamenco                     |                         |
| Landes               | Seignosse               | Newave Festival                            |                         |
| Lot-et-Garonne       | Marmande                | Garorock                                   |                         |
| Pyrénées-Atlantiques | Biarritz                | Biarritz Piano Festival                    |                         |
| Pyrénées-Atlantiques | Biarritz                | Festi Lazai                                |                         |
| Pyrénées-Atlantiques | Bordes                  | Pyrène Festival                            |                         |
| Pyrénées-Atlantiques | Cambo-les-Bains         | Festival d'Otxote                          | Chant choral            |
| Pyrénées-Atlantiques | Guétary                 | Classic à Guétary                          |                         |
| Pyrénées-Atlantiques | Itxassou                | Errobiko Festibala                         |                         |
| Pyrénées-Atlantiques | Laàs                    | Transhumances Musicales                    |                         |
| Pyrénées-Atlantiques | Lescar                  | Emmaüs Lescar-Pau                          |                         |
| Pyrénées-Atlantiques | Monein                  | Les Partitions Bucoliques                  | Musique classique       |
| Pyrénées-Atlantiques | Oloron-Sainte-Marie     | Festival des rives et des Notes            |                         |
| Pyrénées-Atlantiques | Oloron-Sainte-Marie     | Festival des Vallées et des Bergers        |                         |
| Pyrénées-Atlantiques | Pau                     | Hestiv'Òc                                  |                         |
| Pyrénées-Atlantiques | Pau                     | L'Été à Pau                                |                         |
| Pyrénées-Atlantiques | Pau                     | Tonnerre de Jazz                           | Jazz                    |
| Pyrénées-Atlantiques | Mendionde               | Euskal Herria Zuzenean                     |                         |
| Vienne               | Châtellerault           | Jazzellerault                              |                         |
| Vienne               | Civray                  | Festival Au fil du son                     |                         |
| Vienne               | La Roche Posay          | Les Vacances de M. Haydn                   |                         |
| Vienne               | Montmorillon            | Festival des Lumières                      |                         |
| Vienne               | Neuville-de-Poitou      | Neuvil'en jazz                             |                         |
| Vienne               | Poitiers                | Bruisme                                    |                         |
| Vienne               | Poitiers                | Les Expressifs                             |                         |
| Vienne               | Poitiers                | Wee!                                       |                         |
| Vienne               | Sanxay                  | Soirées lyriques                           |                         |
| Vienne               | Vouneuil-sous-Biard     | Le Lavoir électrique                       |                         |

| Lieu(x)                 | Nom                                  | Genre |
| ----------------------- | ------------------------------------ | ----- |
| Airvaudais              | Festival Les Murs ont des Oreilles   |       |
| Chalosse et Pays d'Othe | Festival des Abbayes en Sud Adour    |       |
| Corrèze                 | Festival de la Vézère                |       |
| Limoges et alentours    | Festival 1001 Notes                  |       |
| Périgord                | Musique en Périgord                  |       |
| Périgord Noir           | Festival de musique du Périgord Noir |       |
| Périgord Vert           | Musique en Périgord Vert             |       |

### Occitanie

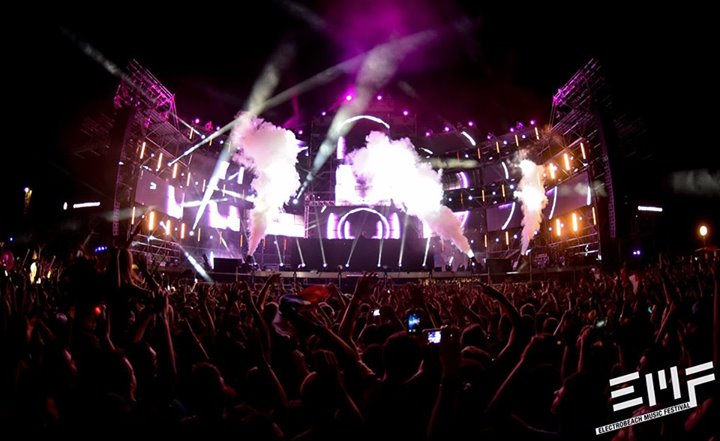
Electrobeach Music Festival au Barcarès, en France.

| Département         | Ville                     | Nom                                                              | Genre                                   |
| ------------------- | ------------------------- | ---------------------------------------------------------------- | --------------------------------------- |
| Ariège              | Daumazan-sur-Arize        | Terre de couleurs                                                |                                         |
| Ariège              | Foix                      | Festival Jazz à Foix                                             | Jazz                                    |
| Ariège              | Mirepoix                  | Festival du Swing                                                | Swing                                   |
| Ariège              | Pamiers                   | Musiques au Pays de Gabriel Fauré                                |                                         |
| Ariège              | Pamiers                   | Pro Musica                                                       |                                         |
| Ariège              | Vicdessos                 | Blues in Sem                                                     | Blues                                   |
| Aude                | Albières                  | Festival d'Albières des Musiques du Monde                        |                                         |
| Aude                | Carcassonne               | Convenanza, (ex-Andrew Weatherall Festival)                      |                                         |
| Aude                | Carcassonne               | Estivales d'orgue de la cité                                     |                                         |
| Aude                | Carcassonne               | Festival de Carcassonne,                                         |                                         |
| Aude                | Caunes-Minervois          | Festival de musique et d'art vocal                               |                                         |
| Aude                | Fontfroide (Narbonne)     | Festival Musique et Histoire - Pour un dialogue interculturel    |                                         |
| Aude                | Lagrasse                  | Festival de musique de chambre de Lagrasse                       |                                         |
| Aude                | Lagrasse                  | Les Abracadagrasses                                              |                                         |
| Aude                | Limoux                    | Les Bulles sonores                                               |                                         |
| Aude                | Narbonne                  | Jazz à L'Hospitalet,                                             |                                         |
| Aude                | Narbonne                  | Nuit du Samba                                                    | Samba                                   |
| Aude                | Quillan                   | Festival de polyphonie                                           |                                         |
| Aude                | Roquefère                 | Jazz sous les châtaigniers                                       | Jazz                                    |
| Aveyron             | Bozouls                   | Festà del Traouc                                                 | Rock                                    |
| Aveyron             | Entraygues-sur-Truyère    | Rastaf'Entray                                                    |                                         |
| Aveyron             | Millau                    | Millau Jazz Festival                                             | Jazz                                    |
| Aveyron             | Saint-Izaire              | Saint-Izaire Blues                                               | Blues                                   |
| Aveyron             | Sauveterre-de-Rouergue    | Roots Ergue                                                      |                                         |
| Aveyron             | Sylvanès (abbaye)         | Festival international de musique sacrée                         |                                         |
| Gard                | Alès                      | Fous chantants d'Alès                                            |                                         |
| Gard                | Alès                      | La Meuh Folle                                                    |                                         |
| Gard                | Alès                      | Bagnols-sur-Cèze                                                 |                                         |
| Gard                | Bagnols-sur-Cèze          | Bagnols Reggae Festival                                          |                                         |
| Gard                | Bagnols-sur-Cèze          | Electrobotik Invasion                                            |                                         |
| Gard                | Bagnols-sur-Cèze          | Zion Garden                                                      |                                         |
| Gard                | Barjac                    | Barjac m’en chante                                               |                                         |
| Gard                | Collias                   | Son Libre Festival                                               |                                         |
| Gard                | Junas                     | Jazz à Junas                                                     | Jazz                                    |
| Gard                | Lézan                     | La Fête Effrontée                                                |                                         |
| Gard                | Le Vigan                  | Festival du Vigan                                                |                                         |
| Gard                | Nîmes                     | A-nîmé                                                           |                                         |
| Gard                | Nîmes                     | Automne Musical de Nîmes                                         |                                         |
| Gard                | Nîmes                     | Festival flamenco                                                | Flamenco                                |
| Gard                | Nîmes                     | Festival de Nîmes                                                |                                         |
| Gard                | Nîmes                     | This is Not a Love Song Festival (Tinals)                        |                                         |
| Gard                | Rousson                   | Rocktambules de Rousson                                          | Rock                                    |
| Gard                | Saint-Jean-du-Gard        | Boulegan a l'Ostal                                               |                                         |
| Gard                | Saint-Quentin-la-Poterie  | L'accordéon plein pot                                            |                                         |
| Gard                | Sommières                 | Trad'hivernales                                                  |                                         |
| Gard                | Sumène                    | Transes cévenoles                                                |                                         |
| Gard                | Uzès                      | Les Electros d'Uzès                                              | Electro                                 |
| Gard                | Uzès                      | Festival nomade des musiques du monde                            | Musiques du monde                       |
| Gard                | Uzès                      | Nuits musicales d'Uzès                                           |                                         |
| Gard                | Vers-Pont-du-Gard         | Lives au Pont                                                    |                                         |
| Gard                | Villevieille - Salinelles | Festival de musique de chambre et de chant                       | Musique de chambre, chant               |
| Gers                | Auch                      | Éclats de voix                                                   |                                         |
| Gers                | Condom                    | Festival Européen de Bandas y Peñas                              |                                         |
| Gers                | Condom                    | Les Vespérales                                                   |                                         |
| Gers                | Fleurance                 | Cuivro'Foliz                                                     |                                         |
| Gers                | La Romieu                 | Musique en Chemin                                                |                                         |
| Gers                | Marciac                   | Jazz in Marciac                                                  | Jazz                                    |
| Gers                | Mirande                   | Country In Mirande                                               | Country                                 |
| Gers                | Montesquiou               | Festival Montesquiou on the Rocks                                |                                         |
| Gers                | Preignan                  | Rock’n’stock                                                     | Rock 'n' roll                           |
| Gers                | Saint-Antoine             | Fest y Musik                                                     |                                         |
| Gers                | Vic-Fezensac              | Tempo latino                                                     |                                         |
| Haute-Garonne       | Bagnères-de-Luchon        | Rencontres lyriques de Luchon                                    |                                         |
| Haute-Garonne       | Fronton                   | Musique en vigne                                                 |                                         |
| Haute-Garonne       | Portet-sur-Garonne        | MéditerranéO                                                     | Musique française                       |
| Haute-Garonne       | Saint-Félix-Lauragais     | Festival Déodat de Severac                                       |                                         |
| Haute-Garonne       | Saint-Gaudens             | Jazz en Comminges                                                | Jazz                                    |
| Haute-Garonne       | Toulouse                  | Electro Alternativ                                               | Electro                                 |
| Haute-Garonne       | Toulouse                  | Inox Festival                                                    |                                         |
| Haute-Garonne       | Toulouse                  | Jazz sur son 31                                                  | Jazz                                    |
| Haute-Garonne       | Toulouse                  | La semaine du ska                                                | Ska                                     |
| Haute-Garonne       | Toulouse                  | Le Printemps des Étudiants (ex-Printemps de l'INP)               |                                         |
| Haute-Garonne       | Toulouse                  | Les Siestes électroniques                                        | Musique électronique                    |
| Haute-Garonne       | Toulouse                  | Passe ton Bach d'abord                                           |                                         |
| Haute-Garonne       | Toulouse                  | Piano aux Jacobins                                               |                                         |
| Haute-Garonne       | Toulouse                  | Rebel Escape                                                     |                                         |
| Haute-Garonne       | Toulouse                  | Rio Loco                                                         |                                         |
| Haute-Garonne       | Toulouse                  | Toulouse l'été                                                   |                                         |
| Haute-Garonne       | Toulouse                  | Toulouse les Orgues                                              |                                         |
| Haute-Garonne       | Tournefeuille             | Rebel Escape                                                     |                                         |
| Hautes-Pyrénées     | Bagnères-de-Bigorre       | Big Bag Festival                                                 |                                         |
| Hautes-Pyrénées     | Bagnères-de-Bigorre       | Festival Piano Pic                                               |                                         |
| Hautes-Pyrénées     | Lourdes                   | Festival international de musique sacrée                         |                                         |
| Hautes-Pyrénées     | Luz-Saint-Sauveur         | Jazz à Luz                                                       | Jazz                                    |
| Hautes-Pyrénées     | Montgaillard              | Musiques actuelles des truca taoules                             |                                         |
| Hautes-Pyrénées     | Nestier                   | Saute-mouton                                                     |                                         |
| Hautes-Pyrénées     | Saint-Lary-Soulan         | Festival des petites églises de montagne                         |                                         |
| Hautes-Pyrénées     | Tarbes                    | Rockabilly Tarbes                                                | Rockabilly                              |
| Hautes-Pyrénées     | Tarbes                    | Tarba en canta                                                   |                                         |
| Hérault             | Castelnau-le-Lez          | Nocturnales                                                      |                                         |
| Hérault             | Castries                  | Nuits du Rucher                                                  |                                         |
| Hérault             | Ganges                    | Veillées festives et populaires                                  |                                         |
| Hérault             | Gignac                    | Les Nuits Couleurs                                               |                                         |
| Hérault             | Lamalou-les-Bains         | Festival d'opérette                                              |                                         |
| Hérault             | Lunel                     | Jazz à Lunel                                                     | Jazz                                    |
| Hérault             | Lunel-Viel                | Un piano sous les arbres                                         |                                         |
| Hérault             | Mèze                      | Festival de Thau                                                 | Musiques du monde                       |
| Hérault             | Montpellier               | 2+2=5                                                            |                                         |
| Hérault             | Montpellier               | Dernier cri                                                      |                                         |
| Hérault             | Montpellier               | Family Piknik                                                    |                                         |
| Hérault             | Montpellier               | Festival Radio France Occitanie Montpellier                      | Musique classique, musique électronique |
| Hérault             | Montpellier               | I Love Techno                                                    | Musique électronique                    |
| Hérault             | Montpellier               | Internationales de guitare                                       |                                         |
| Hérault             | Montpellier               | Tropisme Festival                                                |                                         |
| Hérault             | Palavas-les-Flots         | Festival de musique ancienne et baroque de l'abbaye de Maguelone |                                         |
| Hérault             | Saint-Guilhem-le-Désert   | Saison musicale de Saint-Guilhem                                 |                                         |
| Hérault             | Saint-Jean-de-Védas       | See You in The Pit                                               |                                         |
| Hérault             | Sète                      | BAZR                                                             |                                         |
| Hérault             | Sète                      | Dub Lights Festival                                              |                                         |
| Hérault             | Sète                      | Fiest'A Sète                                                     |                                         |
| Hérault             | Sète                      | Jazz à Sète                                                      | Jazz                                    |
| Hérault             | Sète                      | K-Live                                                           |                                         |
| Hérault             | Sète                      | Musicasète                                                       |                                         |
| Hérault             | Sète                      | Quand je pense à Fernande...                                     |                                         |
| Hérault             | Sète                      | Worldwide Festival                                               |                                         |
| Lot                 | Cahors                    | Cahors Blues Festival                                            | Blues                                   |
| Lot                 | Cajarc                    | Africajarc                                                       | Musique africaine                       |
| Lot                 | Gignac                    | Ecaussystème                                                     | Musiques actuelles                      |
| Lot                 | Gourdon                   | Festival Happy Days Music                                        |                                         |
| Lot                 | Montcuq                   | Festival de la chanson à texte de Montcuq                        | Chanson à texte                         |
| Lot                 | Rocamadour                | Festival de Rocamadour, musique sacrée                           | Musique sacrée                          |
| Lot                 | Saint-Céré                | Festival de Saint-Céré                                           |                                         |
| Lot                 | Saint-Jean-de-Laur        | Monticule Festival                                               |                                         |
| Lot                 | Souillac                  | Festival de jazz Sim Copans                                      |                                         |
| Lozère              | Chanac                    | Détours du monde                                                 |                                         |
| Lozère              | Langogne                  | Festiv’Allier                                                    |                                         |
| Lozère              | Le Bleymard               | Festi'val d'Olt                                                  |                                         |
| Lozère              | Montbrun                  | Caussemique                                                      |                                         |
| Pyrénées-Orientales | Argelès-sur-Mer           | Les Déferlantes                                                  |                                         |
| Pyrénées-Orientales | Canet-en-Roussillon       | La Calypso                                                       |                                         |
| Pyrénées-Orientales | Canet-en-Roussillon       | Platja Electronic Festival                                       |                                         |
| Pyrénées-Orientales | Céret                     | Festival de musique querencias                                   |                                         |
| Pyrénées-Orientales | Elne                      | Elne Piano Fortissimo                                            |                                         |
| Pyrénées-Orientales | Hix                       | Festival d'Hix en Cerdagne                                       |                                         |
| Pyrénées-Orientales | Ille-sur-Têt              | Désertival                                                       |                                         |
| Pyrénées-Orientales | Juhègues                  | Jazz à Juhègues                                                  | Jazz                                    |
| Pyrénées-Orientales | Le Barcarès               | Electrobeach Music Festival                                      |                                         |
| Pyrénées-Orientales | Maury                     | Voix de Femmes à Maury                                           |                                         |
| Pyrénées-Orientales | Perpignan                 | Aujourd'hui Musiques                                             |                                         |
| Pyrénées-Orientales | Perpignan                 | Festival de musique sacrée autour de la Semaine Sainte           |                                         |
| Pyrénées-Orientales | Perpignan                 | Ida y Vuelta                                                     |                                         |
| Pyrénées-Orientales | Perpignan                 | Jazzèbre                                                         |                                         |
| Pyrénées-Orientales | Perpignan                 | Les Nuits Underground                                            |                                         |
| Pyrénées-Orientales | Perpignan                 | Live au Campo!                                                   |                                         |
| Pyrénées-Orientales | Perpignan                 | Tilt                                                             |                                         |
| Pyrénées-Orientales | Rivesaltes                | Semaine Flamenco                                                 |                                         |
| Tarn                | Albi                      | Pause Guitare                                                    |                                         |
| Tarn                | Albi                      | Festival Tons Voisins                                            |                                         |
| Tarn                | Albi                      | Xtreme Fest                                                      |                                         |
| Tarn                | Castelnau-de-Montmiral    | Les Musicales de Montmiral                                       |                                         |
| Tarn                | Castres                   | Les Primeurs de Castres                                          |                                         |
| Tarn                | Cordes-sur-Ciel           | Cordes sur Ciel (ex-Musique sur Ciel)                            |                                         |
| Tarn                | Launac                    | Wassa’n Africa                                                   |                                         |
| Tarn                | Le Garric                 | Rock in Opposition                                               |                                         |
| Tarn                | Lisle-sur-Tarn            | Les Arts Scénics                                                 |                                         |
| Tarn                | Mazamet                   | Fanfares sans Frontières                                         |                                         |
| Tarn                | Puycelsi                  | Festival Puycelsi                                                |                                         |
| Tarn                | Réalmont                  | Ré’al Croche                                                     |                                         |
| Tarn                | Sorèze                    | Musique des Lumières                                             |                                         |
| Tarn-et-Garonne     | Bruniquel                 | Festival des châteaux de Bruniquel                               |                                         |
| Tarn-et-Garonne     | Castelsarrasin            | Grain de sel                                                     |                                         |
| Tarn-et-Garonne     | Marmande                  | Festival lyrique et musical de Marmande                          |                                         |
| Tarn-et-Garonne     | Marmande                  | Garorock                                                         |                                         |
| Tarn-et-Garonne     | Montauban                 | Montauban en Scènes                                              |                                         |
| Tarn-et-Garonne     | Montpezat-de-Quercy       | Bleu Trompette                                                   |                                         |
| Tarn-et-Garonne     | Montricoux                | Reggae Session Festival                                          | Reggae                                  |
| Tarn-et-Garonne     | Nérac                     | Festival de musique en Albret                                    |                                         |
| Tarn-et-Garonne     | Saint-Antonin-Noble-Val   | Samba al País                                                    | Samba                                   |
| Tarn-et-Garonne     | Saint-Nicolas-de-la-Grave | Festival des voix, des lieux, des mondes,                        |                                         |

| Lieu(x)                | Nom                                                                      | Genre              |
| ---------------------- | ------------------------------------------------------------------------ | ------------------ |
| Ariège                 | Festival d'art sacré du Couserans et de l'Ariège                         |                    |
| Ariège                 | Mozaria                                                                  |                    |
| Aveyron                | Festival et Rencontres de Musique de chambre du Larzac                   |                    |
| Aveyron et Lozère      | Festival musical du Pays d'art et d'histoire                             |                    |
| Gers                   | Bach Festival Gers, Claviers en Pays d'Auch, Nuits Musicales en Armagnac |                    |
| Haute-Garonne          | Guitare en Save                                                          |                    |
| Hautes-Pyrénées        | Festival Musique en Madiran                                              |                    |
| Lot et Tarn-et-Garonne | Festival du Quercy Blanc                                                 |                    |
| Mende et environs      | Instants Sonores                                                         |                    |
| Prades et environs     | Festival Pablo Casals                                                    | Musique de chambre |
| Pyrénées-Orientales    | Jazzèbre, Musique en Catalogne romane                                    |                    |
| Région                 | Convivencia                                                              |                    |

### Pays de la Loire
| Département      | Ville                     | Nom                                                     | Genre       |
| ---------------- | ------------------------- | ------------------------------------------------------- | ----------- |
| Loire-Atlantique | Ancenis                   | Festival de harpe                                       |             |
| Loire-Atlantique | Aigrefeuille-sur-Maine    | Rock en Maine                                           |             |
| Loire-Atlantique | Batz-sur-Mer              | Les Nuits Salines                                       |             |
| Loire-Atlantique | Boussay                   | Festival Zik'n Roll                                     |             |
| Loire-Atlantique | Clisson                   | Hellfest                                                | Heavy metal |
| Loire-Atlantique | Couëron                   | Festival Phoenix and Friend's                           |             |
| Loire-Atlantique | Couëron                   | Couvre Feu                                              |             |
| Loire-Atlantique | Divatte-sur-Loire         | Festival des Caisses à Savon Divattaises                |             |
| Loire-Atlantique | Guérande                  | Celtiques de Guérande                                   |             |
| Loire-Atlantique | Guérande                  | La Voix des orgues                                      |             |
| Loire-Atlantique | Guérande                  | Zic ô Remparts                                          |             |
| Loire-Atlantique | Guenrouet                 | Rencontres franco-américaines de musique de chambre     |             |
| Loire-Atlantique | Guémené-Penfao            | Festival Brerizh Folies                                 |             |
| Loire-Atlantique | Grand-Auverné             | Les Bourgeons de l'Arbre                                |             |
| Loire-Atlantique | Grand-Auverné             | Orange Fest                                             |             |
| Loire-Atlantique | Héric                     | Festival La Scène de Fer                                |             |
| Loire-Atlantique | Joué-sur-Erdre            | Dub Camp Festival                                       |             |
| Loire-Atlantique | La Baule-Escoublac        | La Baule Jazz Festival                                  |             |
| Loire-Atlantique | Maumusson                 | Ô Mauvais Buisson                                       |             |
| Loire-Atlantique | Nantes                    | Aux heures d'été                                        |             |
| Loire-Atlantique | Nantes                    | Boomin Fest                                             |             |
| Loire-Atlantique | Nantes                    | Culture Bar-Bars                                        |             |
| Loire-Atlantique | Nantes                    | Festival SOY                                            |             |
| Loire-Atlantique | Nantes                    | La Folle Journée                                        |             |
| Loire-Atlantique | Nantes                    | Hip OPsession                                           |             |
| Loire-Atlantique | Nantes                    | Nantes Metal Fest                                       | Heavy metal |
| Loire-Atlantique | Nantes                    | Les Nuits du Jazz                                       | Jazz        |
| Loire-Atlantique | Nantes                    | Les Polyfolies de la Flûte à Bec et son Univers         |             |
| Loire-Atlantique | Nantes                    | Les Rendez-vous de l'Erdre                              |             |
| Loire-Atlantique | Nantes                    | Les Rockeurs ont du cœur                                | Rock        |
| Loire-Atlantique | Nantes                    | Scopitone                                               |             |
| Loire-Atlantique | Nort-sur-Erdre            | La Nuit de l'Erdre                                      |             |
| Loire-Atlantique | Plessé                    | Tribus d’ailleurs                                       |             |
| Loire-Atlantique | Pornichet                 | Festival Joy Connection                                 |             |
| Loire-Atlantique | Port-Saint-Père           | Paille en Son                                           |             |
| Loire-Atlantique | Saint-Aubin-des-Châteaux  | Festival du Menhir                                      |             |
| Loire-Atlantique | Saint-Brevin-les-Pins     | Couvre-toi                                              |             |
| Loire-Atlantique | Saint-Brevin-les-Pins     | Festival Côté Mer                                       |             |
| Loire-Atlantique | Saint-Colomban            | Mégascène                                               |             |
| Loire-Atlantique | Saint-Hilaire-de-Chaléons | Les Zendimanchés                                        |             |
| Loire-Atlantique | Saint-Joachim             | Les Couchetards                                         |             |
| Loire-Atlantique | Saint-Nazaire             | Farniente Festival                                      |             |
| Loire-Atlantique | Saint-Nazaire             | Les Escales                                             |             |
| Loire-Atlantique | Teillé                    | Tilliacum Festival                                      |             |
| Loire-Atlantique | Vallet                    | Muscadeath                                              |             |
| Loire-Atlantique | Vallet                    | Westill Fest                                            |             |
| Maine-et-Loire   | Champtoceaux              | Barbeuk Metal Fest                                      |             |
| Maine-et-Loire   | Chemillé-Melay            | Les Z'éclectiques                                       |             |
| Maine-et-Loire   | Cholet                    | Les Z'éclectiques                                       |             |
| Maine-et-Loire   | Angers                    | Modern Festival                                         |             |
| Maine-et-Loire   | Angers                    | Tempo Rives                                             |             |
| Maine-et-Loire   | Baugé                     | Opéra de Baugé                                          |             |
| Maine-et-Loire   | Bouchemaine               | Bouche à oreille                                        |             |
| Maine-et-Loire   | Chênehutte-Trèves-Cunault | Heures musicales de Cunault                             |             |
| Maine-et-Loire   | Chênehutte-Trèves-Cunault | Mai de l'orgue                                          |             |
| Maine-et-Loire   | Cholet                    | Cité métisse                                            |             |
| Maine-et-Loire   | Cunault                   | Heures musicales                                        |             |
| Maine-et-Loire   | Doué-en-Anjou             | Track’N’Art                                             |             |
| Maine-et-Loire   | Fontevraud-l'Abbaye       | Festival de Pâques                                      |             |
| Maine-et-Loire   | Les Ponts-de-Cé           | Les Traver’cé musicales                                 |             |
| Maine-et-Loire   | Montsoreau                | Saisons musicales                                       |             |
| Maine-et-Loire   | Saint-Lambert-du-Lattay   | Blues en Chenin                                         | Blues       |
| Maine-et-Loire   | Saumur                    | Festival international de musiques militaires de Saumur |             |
| Maine-et-Loire   | Segré                     | Saveurs Jazz Festival                                   | Jazz        |
| Maine-et-Loire   | Torfou                    | Freestone Summer Festival                               |             |
| Maine-et-Loire   | Trélazé                   | Festival de Trélazé                                     |             |
| Mayenne          | Carelles                  | Terra Incognita                                         |             |
| Mayenne          | Cuillé                    | Les Mouillotins                                         |             |
| Mayenne          | Évron                     | Festival d'arts sacrés                                  |             |
| Mayenne          | Laval                     | Bâtir sur le roc...k                                    |             |
| Mayenne          | Laval                     | Le Chainon manquant                                     |             |
| Mayenne          | Laval                     | Les 3 Éléphants                                         |             |
| Mayenne          | Meslay-du-Maine           | Ateliers Jazz                                           |             |
| Mayenne          | Saint-Denis-de-Gastines   | Au Foin de la Rue                                       |             |
| Sarthe           | Conlie                    | Festiday’s                                              |             |
| Sarthe           | Connerré                  | Les Troubles Ville                                      |             |
| Sarthe           | Le Mans                   | Bebop                                                   |             |
| Sarthe           | Le Mans                   | Europajazz Festival                                     | Jazz        |
| Sarthe           | Le Mans                   | Festival de l'Épau                                      |             |
| Sarthe           | Mamers                    | Le Son des cuivres                                      |             |
| Sarthe           | Sablé-sur-Sarthe          | Festival baroque                                        |             |
| Sarthe           | Sablé-sur-Sarthe          | Rockissimo Rock Ici Mômes                               |             |
| Sarthe           | Saint-Calais              | Soirs au Village                                        |             |
| Sarthe           | Vibraye                   | Rocka’vib                                               |             |
| Vendée           | Bretignolles-sur-Mer      | 7e vague                                                |             |
| Vendée           | Cheffois                  | La Bouillie à Sosso                                     |             |
| Vendée           | Fontenay-le-Comte         | Les Nuits Courtes                                       |             |
| Vendée           | Île d'Yeu                 | Viens dans mon île                                      |             |
| Vendée           | La Boissière-de-Montaigu  | Canasson                                                |             |
| Vendée           | La Chapelle-Palluau       | Grat’Moila                                              |             |
| Vendée           | La Ferrière               | Pay'Ta Tong                                             |             |
| Vendée           | La Flocellière            | The N'Joy Festival                                      |             |
| Vendée           | La Roche-sur-Yon          | R.Pop                                                   |             |
| Vendée           | Le Poiré-sur-Vie          | Acoustic Festival,                                      |             |
| Vendée           | Mouilleron-le-Captif      | Face&Si                                                 |             |
| Vendée           | Nieul-sur-l'Altize        | Festival des Voûtes Célestes à l'abbaye                 |             |
| Vendée           | Saint-Gilles-Croix-de-Vie | Saint-Jazz-sur-Vie                                      |             |
| Vendée           | Saint-Malô-du-Bois        | Festival de Poupet                                      |             |
| Vendée           | Saint-Prouant             | Les Feux de l'été                                       |             |
| Vendée           | Saint-Sulpice-le-Verdon   | Musique à La Chabotterie                                |             |
| Vendée           | Saint-Sulpice-le-Verdon   | Vague de Jazz                                           | Jazz        |
| Vendée           | Saint-Sulpice-le-Verdon   | Vendée romane : Nuits musicales en Vendée romane        |             |

### Provence-Alpes-Côte d'Azur
| Département             | Ville                    | Nom                                                                  | Genre                                                 |
| ----------------------- | ------------------------ | -------------------------------------------------------------------- | ----------------------------------------------------- |
| Alpes-de-Haute-Provence | Barcelonnette            | Les Enfants du jazz                                                  | Jazz                                                  |
| Alpes-de-Haute-Provence | Barcelonnette            | Biennale de musique classique de Barcelonnette                       |                                                       |
| Alpes-de-Haute-Provence | Forcalquier              | Rencontres musicales de Haute-Provence                               |                                                       |
| Alpes-de-Haute-Provence | Forcalquier              | Cooksound Festival                                                   |                                                       |
| Alpes-de-Haute-Provence | Gréoux-les-Bains         | Printemps musical international de Provence                          |                                                       |
| Alpes-de-Haute-Provence | La Palud-sur-Verdon      | Endemik Festival                                                     |                                                       |
| Alpes-de-Haute-Provence | Manosque                 | Musiks à Manosque                                                    |                                                       |
| Alpes-de-Haute-Provence | Montfort                 | Festival de Montfort                                                 |                                                       |
| Alpes-de-Haute-Provence | Sisteron                 | Nuits de la Citadelle                                                |                                                       |
| Alpes-Maritimes         | Antibes                  | Festival d'art sacré                                                 |                                                       |
| Alpes-Maritimes         | Antibes                  | Nuits carrées                                                        |                                                       |
| Alpes-Maritimes         | Beaulieu-sur-Mer         | Beaulieu Classic Festival                                            |                                                       |
| Alpes-Maritimes         | Beaulieu-sur-Mer         | Beaulieu-la-Nuit (anciennement Les Nuits Guitares)                   |                                                       |
| Alpes-Maritimes         | Cagnes-sur-Mer           | Un soir chez Renoir                                                  | Musique classique                                     |
| Alpes-Maritimes         | Cannes                   | Festival Pantiero, musique underground                               |                                                       |
| Alpes-Maritimes         | Cannes                   | Jazz à Domergue                                                      | Jazz                                                  |
| Alpes-Maritimes         | Cannes                   | Les Plages électroniques                                             |                                                       |
| Alpes-Maritimes         | Cannes                   | Midem                                                                |                                                       |
| Alpes-Maritimes         | Cannes                   | Nuits musicales du Suquet                                            |                                                       |
| Alpes-Maritimes         | Coaraze                  | Coartjazz                                                            | Jazz                                                  |
| Alpes-Maritimes         | Gatières                 | Festival d'art lyrique Opus-Opéra                                    |                                                       |
| Alpes-Maritimes         | Juan-les-Pins            | Big Reggae Festival                                                  | Reggae                                                |
| Alpes-Maritimes         | Juan-les-Pins            | Jazz à Juan                                                          | Jazz                                                  |
| Alpes-Maritimes         | La Turbie                | Musicales du Trophée, classique                                      |                                                       |
| Alpes-Maritimes         | Le Cap Ferrat            | Festival Saint Jazz Cap-Ferrat                                       |                                                       |
| Alpes-Maritimes         | L'Escarène               | Les Rendez-vous de l'orgue vivant                                    |                                                       |
| Alpes-Maritimes         | Menton                   | Festival de musique de Menton                                        |                                                       |
| Alpes-Maritimes         | Mouans-Sartoux           | Crossover Summer                                                     |                                                       |
| Alpes-Maritimes         | Nice                     | Check the Rhyme                                                      |                                                       |
| Alpes-Maritimes         | Nice                     | Manca- Festival des musiques actuelles Nice-Côte d'Azur              |                                                       |
| Alpes-Maritimes         | Nice                     | Nice Classic Live (ex-Festival du Cloître)                           |                                                       |
| Alpes-Maritimes         | Nice                     | Nice Music Live                                                      |                                                       |
| Alpes-Maritimes         | Nice                     | Nice Jazz Festival                                                   | Jazz                                                  |
| Alpes-Maritimes         | Briançonnet              | Mandopolis Festival                                                  |                                                       |
| Alpes-Maritimes         | Roquebrunne - Cap Martin | Les Soirées au château                                               |                                                       |
| Alpes-Maritimes         | Saint-Cézaire-sur-Siagne | Festijazz                                                            | Jazz                                                  |
| Alpes-Maritimes         | Sospel                   | Baroquiales                                                          |                                                       |
| Alpes-Maritimes         | Valbonne                 | Green Waves Festival                                                 |                                                       |
| Alpes-Maritimes         | Vence                    | Musiques traditionnelles                                             |                                                       |
| Alpes-Maritimes         | Vence                    | Nuits du Sud                                                         |                                                       |
| Alpes-Maritimes         | Villefranche-sur-Mer     | Festival d'opéra Les Azuriales à la Villa Ephrussi de Rothschild     |                                                       |
| Alpes-Maritimes         | Villefranche-sur-Mer     | La Crème Festival                                                    |                                                       |
| Bouches-du-Rhône        | Aix-en-Provence          | Festes d'Orphée                                                      |                                                       |
| Bouches-du-Rhône        | Aix-en-Provence          | Festival international d'art lyrique d'Aix-en-Provence               |                                                       |
| Bouches-du-Rhône        | Aix-en-Provence          | Festival de la chanson française du Pays d'Aix                       |                                                       |
| Bouches-du-Rhône        | Aix-en-Provence          | Festival de Pâques d'Aix-en-Provence                                 |                                                       |
| Bouches-du-Rhône        | Aix-en-Provence          | Nuits pianistiques                                                   |                                                       |
| Bouches-du-Rhône        | Aix-en-Provence          | Seconde nature                                                       |                                                       |
| Bouches-du-Rhône        | Aix-en-Provence          | Zik Zac Festival                                                     |                                                       |
| Bouches-du-Rhône        | Arles                    | Convivència                                                          |                                                       |
| Bouches-du-Rhône        | Arles                    | Les Escales du Cargo                                                 |                                                       |
| Bouches-du-Rhône        | Arles                    | Jazz in Arles                                                        | Jazz                                                  |
| Bouches-du-Rhône        | Arles                    | Les Suds                                                             |                                                       |
| Bouches-du-Rhône        | Cabannes                 | Nuit du Blues                                                        | Blues                                                 |
| Bouches-du-Rhône        | Istres                   | Les Nuits d'Istres                                                   |                                                       |
| Bouches-du-Rhône        | La Ciotat                | Musique en vacances, Festival de jazz                                | Jazz                                                  |
| Bouches-du-Rhône        | Lambesc                  | Festival international de guitare                                    |                                                       |
| Bouches-du-Rhône        | La Roque-d'Anthéron      | Country Roque Festival                                               | Country                                               |
| Bouches-du-Rhône        | La Roque-d'Anthéron      | Festival international de piano La Roque d'Anthéron                  |                                                       |
| Bouches-du-Rhône        | Le Puy-Sainte-Réparade   | Music en Vignes                                                      |                                                       |
| Bouches-du-Rhône        | Les Pennes-Mirabeau      | Prog'Sud                                                             |                                                       |
| Bouches-du-Rhône        | Le Thoronet              | Les Nuits blanches                                                   |                                                       |
| Bouches-du-Rhône        | Marseille                | Acontraluz                                                           |                                                       |
| Bouches-du-Rhône        | Marseille                | Avec le temps…,                                                      |                                                       |
| Bouches-du-Rhône        | Marseille                | Babel Med Music                                                      |                                                       |
| Bouches-du-Rhône        | Marseille                | B:On Air                                                             |                                                       |
| Bouches-du-Rhône        | Marseille                | Delta Festival                                                       |                                                       |
| Bouches-du-Rhône        | Marseille                | Festival international flamenco                                      | Flamenco                                              |
| Bouches-du-Rhône        | Marseille                | Fiesta des Suds                                                      |                                                       |
| Bouches-du-Rhône        | Marseille                | Impact                                                               |                                                       |
| Bouches-du-Rhône        | Marseille                | Jack in the Box                                                      |                                                       |
| Bouches-du-Rhône        | Marseille                | L'Édition Festival                                                   |                                                       |
| Bouches-du-Rhône        | Marseille                | Marsatac                                                             |                                                       |
| Bouches-du-Rhône        | Marseille                | Marseille Jazz des cinq continents                                   |                                                       |
| Bouches-du-Rhône        | Marseille                | MIMI                                                                 |                                                       |
| Bouches-du-Rhône        | Marseille                | Positiv Festival                                                     |                                                       |
| Bouches-du-Rhône        | Marseille                | Psymind                                                              |                                                       |
| Bouches-du-Rhône        | Marseille                | Tamazgha                                                             |                                                       |
| Bouches-du-Rhône        | Marseille                | Un Piano à la Mer, festival flottant                                 |                                                       |
| Bouches-du-Rhône        | Marseille                | WeAre Together !                                                     |                                                       |
| Bouches-du-Rhône        | Martigues                | Festival de Martigues                                                |                                                       |
| Bouches-du-Rhône        | Miramas                  | Nuits Métis                                                          |                                                       |
| Bouches-du-Rhône        | Rognes                   | Psymind Origins                                                      |                                                       |
| Bouches-du-Rhône        | Roquevaire               | Festival international d'orgue                                       |                                                       |
| Bouches-du-Rhône        | Saint-Chamas             | Festival de l'Etang d'Art                                            |                                                       |
| Bouches-du-Rhône        | Saint-Rémy-de-Provence   | Glanum Rock, Festival Organa, Festival de Jazz                       | Jazz                                                  |
| Bouches-du-Rhône        | Salon-de-Provence        | Festival international de musique de Salon-de-Provence               | Jazz                                                  |
| Bouches-du-Rhône        | Venelles                 | Festival Off and Back                                                |                                                       |
| Bouches-du-Rhône        | Vitrolles                | Charlie Jazz Festival                                                | Jazz                                                  |
| Bouches-du-Rhône        | Vitrolles                | Vitrolles Sun Festival                                               |                                                       |
| Hautes-Alpes            | Briançon                 | Altitude Jazz Festival                                               | Jazz                                                  |
| Hautes-Alpes            | Briançon                 | Festival de musique de chambre à Briançon                            | Musique de chambre                                    |
| Hautes-Alpes            | Briançon                 | Musiques au sommet                                                   |                                                       |
| Hautes-Alpes            | Embrun                   | Festival l'Heure de l'orgue                                          |                                                       |
| Hautes-Alpes            | Embrun                   | Trad'in Festival                                                     |                                                       |
| Hautes-Alpes            | Gap                      | Eclats d'été                                                         |                                                       |
| Hautes-Alpes            | La Grave                 | Festival Messiaen au Pays de la Meije                                |                                                       |
| Hautes-Alpes            | Molines-en-Champsaur     | Festival de Molines en Champsaur                                     |                                                       |
| Hautes-Alpes            | Montbardon               | Festival de jazz de Montbardon                                       |                                                       |
| Hautes-Alpes            | Montgenèvre              | Jazz aux frontières                                                  | Jazz                                                  |
| Hautes-Alpes            | Serres                   | Jazz à Serres                                                        |                                                       |
| Var                     | Bandol                   | Lunallena                                                            |                                                       |
| Var                     | Brignoles                | Festival de jazz                                                     | Jazz                                                  |
| Var                     | Callian                  | Cello Fan                                                            |                                                       |
| Var                     | Correns                  | Les Joutes musicales                                                 | Nouvelles musiques traditionnelles, musiques du monde |
| Var                     | Grimaud                  | Les Grimaldines                                                      |                                                       |
| Var                     | Grimaud                  | Soirées musicales                                                    |                                                       |
| Var                     | Hyères                   | MIDI Festival                                                        | Musique de chambre                                    |
| Var                     | La Celle                 | Festival des soirées musicales de l'abbaye de La Celle               |                                                       |
| Var                     | La Croix-Valmer          | Festival des Anches d'Azur                                           |                                                       |
| Var                     | La Londe-des-Maures      | La Londe Jazz Festival                                               | Jazz                                                  |
| Var                     | La Seyne-sur-Mer         | Festival cubain Bayamo                                               |                                                       |
| Var                     | La Seyne-sur-Mer         | Festival international Sand & Chopin                                 |                                                       |
| Var                     | Le Castellet             | Les Soirées du Castellet                                             | Musique classique, musiques du monde                  |
| Var                     | Le Thoronet              | Nuits blanches au Thoronet                                           |                                                       |
| Var                     | Le Thoronet              | Rencontres Internationales de Musique Médiévale du Thoronet          |                                                       |
| Var                     | Les Arcs-sur-Argens      | Festival Gloriana, musique classique                                 |                                                       |
| Var                     | Néoules                  | Festival de Néoules                                                  |                                                       |
| Var                     | Ollioules                | Festival Brassens                                                    |                                                       |
| Var                     | Porquerolles             | Jazz à Porquerolles                                                  |                                                       |
| Var                     | Port Grimaud             | Plage de Rock                                                        | Rock                                                  |
| Var                     | Puget-sur-Argens         | Le Mas des Escaravatiers                                             |                                                       |
| Var                     | Ramatuelle               | Festival Nuits Classique                                             |                                                       |
| Var                     | Ramatuelle               | Jazz Festival de Ramatuelle                                          | Jazz                                                  |
| Var                     | Ramatuelle               | Ramatuelle monte le son                                              |                                                       |
| Var                     | Saint-Raphaël            | Festival des jazz                                                    | Jazz                                                  |
| Var                     | Saint-Tropez             | Les Nuits du Château de la Moutte                                    |                                                       |
| Var                     | Sanary-sur-Mer           | Sanary sous les étoiles                                              | Jazz, rock, musique classique                         |
| Var                     | Seillans                 | Musiques-Cordiale Festival Musiques en Liberté                       |                                                       |
| Var                     | Six-Fours-les-Plages     | Les Voix de la Collégiale                                            | Musique classique                                     |
| Var                     | Six-Fours-les-Plages     | Pointu Festival                                                      | Rock                                                  |
| Var                     | Solliès-Pont             | Festival du Château                                                  |                                                       |
| Var                     | Toulon                   | Festival Estival                                                     | Musique classique                                     |
| Var                     | Toulon                   | Jazz à Toulon                                                        | Jazz                                                  |
| Var                     | Toulon                   | Rockorama                                                            | Rock                                                  |
| Vaucluse                | Apt                      | Les Tréteaux de Nuit                                                 |                                                       |
| Vaucluse                | Apt                      | Luberon Music Festival                                               |                                                       |
| Vaucluse                | Avignon                  | Avignon Blues Festival                                               | Blues                                                 |
| Vaucluse                | Avignon                  | Insane Festival                                                      |                                                       |
| Vaucluse                | Avignon                  | Résonance                                                            |                                                       |
| Vaucluse                | Avignon                  | Tremplin Jazz Festival                                               | Jazz                                                  |
| Vaucluse                | Avignon                  | World Trance Winter                                                  | Trance                                                |
| Vaucluse                | Beaumont-de-Pertuis      | Les Sons du Lub                                                      |                                                       |
| Vaucluse                | Bollène                  | Polymusicales                                                        |                                                       |
| Vaucluse                | Carpentras               | Festival des musiques juives                                         |                                                       |
| Vaucluse                | Carpentras               | Kolorz Festival                                                      |                                                       |
| Vaucluse                | Carpentras               | Nuit du Blues                                                        | Blues                                                 |
| Vaucluse                | Fontaine-de-Vaucluse     | Festival de la Sorgue                                                |                                                       |
| Vaucluse                | Gigondas                 | Soirées lyriques de Gigondas                                         |                                                       |
| Vaucluse                | Gordes                   | Festival de Gordes ou Festival des terrasses                         |                                                       |
| Vaucluse                | Grillon                  | Musicales de Grillon                                                 | Musique classique                                     |
| Vaucluse                | Les Taillades            | Les Estivales des Taillades                                          | Musique classique, jazz                               |
| Vaucluse                | Lourmarin                | Festival des musiques d'été au château                               |                                                       |
| Vaucluse                | Lourmarin                | Festival Yeah !                                                      |                                                       |
| Vaucluse                | Malemort-du-Comtat       | Rockabilly Riot                                                      | Rock 'n' roll, rockabilly                             |
| Vaucluse                | Orange                   | Chorégies d’Orange                                                   |                                                       |
| Vaucluse                | Orange                   | Festival de jazz d'Orange                                            | Jazz                                                  |
| Vaucluse                | Orange                   | Festival International Cubano                                        |                                                       |
| Vaucluse                | Pernes-les-Fontaines     | Rhinoférock                                                          |                                                       |
| Vaucluse                | Pertuis                  | Festival de big band                                                 |                                                       |
| Vaucluse                | Robion                   | Festival de Robion                                                   |                                                       |
| Vaucluse                | Roussillon               | Festival des Terres Rousses / Festival de musiques et chants anciens |                                                       |
| Vaucluse                | Vaison-la-Romaine        | Au Fil des Voix                                                      |                                                       |
| Vaucluse                | Vaison-la-Romaine        | Chœurs lauréats                                                      |                                                       |
| Vaucluse                | Vaison-la-Romaine        | Choralies internationales d'À Cœur Joie                              |                                                       |
| Vaucluse                | Vaison-la-Romaine        | Festival Brassens                                                    |                                                       |

| Lieu(x)                      | Nom                                                                       | Genre  |
| ---------------------------- | ------------------------------------------------------------------------- | ------ |
| Alpes-Maritimes              | Crossover                                                                 |        |
| Carpentras et arrondissement | Soirées d’automne                                                         |        |
| Toulon et arrondissement     | Couleurs Urbaines                                                         |        |
| Briançonnais                 | Les Offenbachiades du Briançonnais                                        |        |
| Buêch-Durance                | Festival musical Buëch-Durance                                            |        |
| Dévoluy                      | Festival musical en Dévoluy                                               |        |
| Guillestrois                 | Musicales internationales Guil-Durance                                    |        |
| Haut-Var                     | Festival Jazz Verdon                                                      | Jazz   |
| Haute-Provence               | Rencontre musicale de Haute-Provence                                      |        |
| Pays de Fayence              | Festival de quatuors à cordes en Pays de Fayence                          |        |
| Toulonnais                   | Festival de musique de Toulon et de sa région, classique                  |        |
| Vallée de la Roya - Bévéra   | Festival international des orgues historiques                             |        |
| Vaucluse                     | Après les vendanges                                                       |        |
| Région                       | Festival international de quatuors à cordes du Luberon, Jazz sur la ville | - Jazz |

### La Réunion
| Ville        | Nom                             | Genre                         |
| ------------ | ------------------------------- | ----------------------------- |
| Le Port      | Electrodocks                    |                               |
| Saint-Joseph | Manapany Festival               |                               |
| Saint-Paul   | REG (Réunion Electronik Groove) |                               |
| Saint-Pierre | Sakifo Musik Festival           |                               |
| Saint-Denis  | Les Électropicales              | Musique électronique, hip-hop |